# Історія змін адміністративно-територіального устрою Одеської області

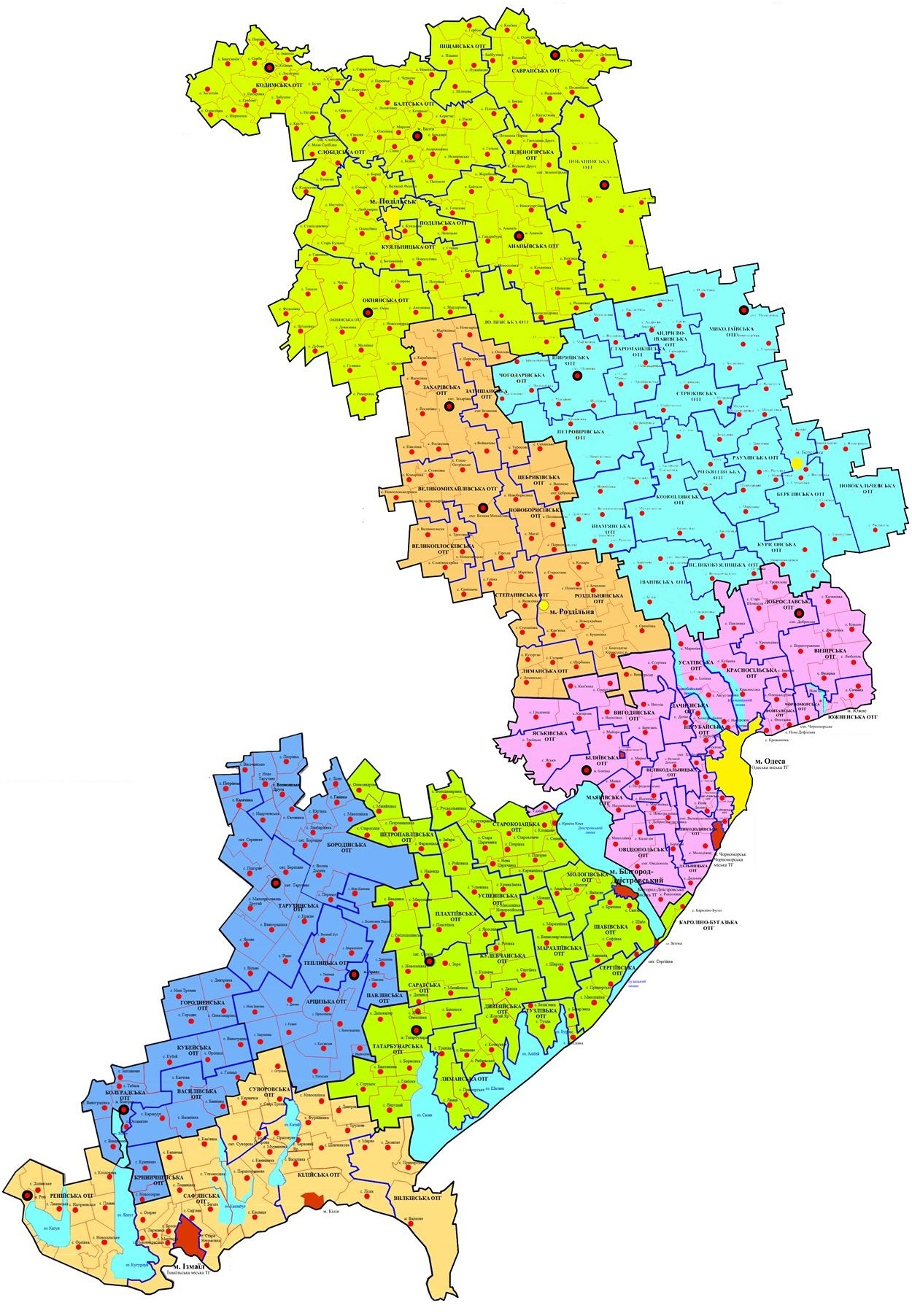
Карта районів та громад Одеської області

Одеська область має площу 33 310 км2, населення станом на 1 січня 2020 склало 2 377 230 мешканців. У рамках реформи децентралізації у червні-липні 2020 року змінився адміністративно-територіальний поділ області зі збереженням загальних її меж. Так замість 490 сільських, селищних і міських рад створили 91 територіальну громаду, а замість 26 районів — 7 укрупнених районів. Перші вибори за новим адміністративно-територіальним устроєм були призначені на 25 жовтня 2020 року.
Область було утворено у складі УСРР 27 лютого 1932 року.

## Загальні відомості (на 01.07.2020)
За даними Офіційного порталу Верховної Ради
Число адміністративно-територіальних одиниць:
- районів — 7
- міст обласного значення — 9
- районів у містах — 4
- міст районного значення — 10
- селищ міського типу — 33
- населених пунктів — 1174 (міських — 52, сільських — 1122)

| ради           | громади       | ради громад   |
| -------------- | ------------- | ------------- |
| міські — 16    | міські — 5    | міські — 3    |
| селищні — 26   | селищні — 9   | селищні — 4   |
| сільські — 346 | сільські — 18 | сільські — 15 |
| районні — 26   |               |               |

## Склад області на початку реформи (01.01.2016)

Карта районів області до початку реформи

Одеська область займала площу 33 310 км2, населення станом на 1 січня 2016 склало  2 396 493 мешканців. Одеська область складалась з 26 районів, на її території знаходились 7* міст обласного (у тому числі 1 місто з районним поділом) та 12 міст районного значення, 33 смт. До складу області входило 1 177 (1125 сільських: 23 селища і 1102 села) населених пунктів.
*у січні-лютому 2016 року до міст обласного значення стало 9, до існуючих доєднались Балта та Біляївка.
В лютому 2015 року розпочався процес створення об'єднаних територіальних громад. Останні місцеві вибори за старим адміністративним поділом області відбулись 25 жовтня 2015 року, одночасно відбулися перші вибори у 8 громадах, що були створені першими на території Одеської області, а саме:
- Великомихайлівська селищна (Великомихайлівський район)
- Маразліївська сільська (Білгород-Дністровський район)
- Розквітівська сільська (Березівський район)
- Тузлівська сільська (Татарбунарський район)
- Біляївська міська (Біляївський район)
- Красносільська сільська (Лиманський (Комінтернівський) район)
- Червоноармійська сільська (Березівський район)
- Балтська міська (Балтський район)

| Герб | Назва                         | Площа (км²) | Населення (осіб) | Щільність (осіб/км²) | Громади | Міста *                        | смт                            | Села                           | Селища                         | Селищні ради              | Сільради                  | Розташування | докладніше       |
| --- | ----------------------------- | ----------- | ---------------- | -------------------- | ------- | ------------------------------ | ------------------------------ | ------------------------------ | ------------------------------ | ------------------------- | ------------------------- | ------------ | ---------------- |
| | Ананьївський                  | 1005        | 26 931           | 24.4                 | 0       | 1                              | 0                              | 32                             | 0                              | 0                         | 14                        | Показати     | адм.-тер. устрій |
| | Арцизький                     | 1,379       | 45 198           | 32,8                 | 0       | 1                              | 0                              | 25                             | 1                              | 0                         | 17                        | Показати     | адм.-тер. устрій |
| | Балтський                     | 1,317       | 41 603           | 31,6                 | є       | 0                              | 0                              | 14                             | 0                              | 0                         | 8                         | Показати     | адм.-тер. устрій |
| 1 | Балтський                     | 1,317       | 41 603           | 31,6                 | 1       | 0                              | 27                             | 0                              | 0                              | 0                         |                           | Показати     | адм.-тер. устрій |
| | Березівський                  | 1,637       | 33 898           | 20.7                 | є       | 1                              | 1                              | 42                             | 0                              | 1                         | 13                        | Показати     | адм.-тер. устрій |
| 2 | Березівський                  | 1,637       | 33 898           | 20.7                 | 0       | 0                              | 20                             | 0                              | 0                              | 2                         |                           | Показати     | адм.-тер. устрій |
| | Білгород-Дністровський        | 31          | 57500            | 1854.8               | 0       | 1 *                            | 2                              | 0                              | 0                              | 2                         | 0                         |              | міська рада      |
| | Білгород-Дністровський        | 1,852       | 60 755           | 32.8                 | є       | 0                              | 0                              | 48                             | 1                              | 0                         | 24                        | Показати     | адм.-тер. устрій |
| 1 | Білгород-Дністровський        | 1,852       | 60 755           | 32.8                 | 0       | 0                              | 8                              | 0                              | 0                              | 1                         |                           | Показати     | адм.-тер. устрій |
| | Біляївський                   | 1,496       | 94 061           | 62.9                 | є       | 0                              | 1                              | 40                             | 6                              | 1                         | 19                        | Показати     | адм.-тер. устрій |
| 1 | Біляївський                   | 1,496       | 94 061           | 62.9                 | 1       | 0                              | 2                              | 0                              | 0                              | 0                         |                           | Показати     | адм.-тер. устрій |
| | Болградський                  | 1,364       | 69 010           | 50,6                 | 0       | 1                              | 0                              | 21                             | 0                              | 0                         | 18                        | Показати     | адм.-тер. устрій |
| | Великомихайлівський           | 1,436       | 30 988           | 21.6                 | є       | 0                              | 1                              | 55                             | 1                              | 1                         | 14                        | Показати     | адм.-тер. устрій |
| 1 | Великомихайлівський           | 1,436       | 30 988           | 21.6                 | 0       | 1                              | 24                             | 0                              | 1                              | 0                         |                           | Показати     | адм.-тер. устрій |
| | Захарівський                  | 956         | 20 200           | 21.1                 | 0       | 0                              | 2                              | 51                             | 0                              | 2                         | 11                        | Показати     | адм.-тер. устрій |
| | Іванівський                   | 1,162       | 26 581           | 22.9                 | 0       | 0                              | 3                              | 43                             | 0                              | 3                         | 10                        | Показати     | адм.-тер. устрій |
| | Ізмаїл                        | 53          | 72 178           | 1361.8               | 0       | 1 *                            | 0                              | 0                              | 0                              | 0                         | 0                         |              | міська рада      |
| | Ізмаїльський                  | 1194        | 51 513           | 43.1                 | 0       | 0                              | 1                              | 22                             | 0                              | 1                         | 18                        | Показати \|  | адм.-тер. устрій |
| | Кілійський                    | 1,359       | 52 277           | 38.5                 | 0       | 2                              | 0                              | 16                             | 2                              | 0                         | 13                        | Показати     | адм.-тер. устрій |
| | Кодимський                    | 818         | 29 490           | 36.1                 | 0       | 1                              | 1                              | 24                             | 0                              | 1                         | 17                        | Показати     | адм.-тер. устрій |
| | Лиманський (Комінтернівський) | 1,487       | 71 268           | 47.9                 | є       | 0                              | 3                              | 53                             | 3                              | 3                         | 18                        | Показати     | адм.-тер. устрій |
| 1 | Лиманський (Комінтернівський) | 1,487       | 71 268           | 47.9                 | 0       | 0                              | 7                              | 0                              | 0                              | 1                         |                           | Показати     | адм.-тер. устрій |
| | Любашівський                  | 1,100       | 30 649           | 27.86                | 0       | 0                              | 2                              | 53                             | 0                              | 2                         | 14                        | Показати     | адм.-тер. устрій |
| | Миколаївський                 | 1 093       | 16 065           | 14.7                 | 0       | 0                              | 1                              | 45                             | 0                              | 1                         | 12                        | Показати     | адм.-тер. устрій |
| | Овідіопольський               | 815         | 79 383           | 97.4                 | 0       | 0                              | 4                              | 21                             | 1                              | 4                         | 16                        | Показати     | адм.-тер. устрій |
| | Окнянський (Красноокнянський) | 1,013       | 20 195           | 19.9                 | 0       | 0                              | 1                              | 52                             | 2                              | 1                         | 14                        | Показати     | адм.-тер. устрій |
| | Подільськ (Котовськ)          | 15          | 40 582           | 2705.4               | 0       | 1 *                            | 0                              | 0                              | 0                              | 0                         | 0                         |              | міська рада      |
| | Подільський (Котовський)      | 1,037       | 27 016           | 26.1                 | 0       | 0                              | 0                              | 59                             | 2                              | 0                         | 18                        | Показати     | адм.-тер. устрій |
| | Ренійський                    | 861         | 37 288           | 43.3                 | 0       | 1                              | 0                              | 7                              | 0                              | 0                         | 7                         | Показати     | адм.-тер. устрій |
| | Роздільнянський               | 1,368       | 58 339           | 42.65                | 0       | 1                              | 1                              | 82                             | 2                              | 1                         | 18                        | Показати     | адм.-тер. устрій |
| | Савранський                   | 618         | 19 056           | 30.83                | 0       | 0                              | 1                              | 19                             | 1                              | 1                         | 10                        | Показати     | адм.-тер. устрій |
| | Саратський                    | 1475        | 44 984           | 30.5                 | 0       | 0                              | 1                              | 36                             | 1                              | 1                         | 22                        | Показати     | адм.-тер. устрій |
| | Тарутинський                  | 1 874       | 41 535           | 22.2                 | 0       | 0                              | 4                              | 47                             | 0                              | 4                         | 23                        | Показати     | адм.-тер. устрій |
| | Татарбунарський               | 1 748       | 38 781           | 22.2                 | є       | 1                              | 0                              | 27                             | 0                              | 0                         | 16                        | Показати     | адм.-тер. устрій |
| 1 | Татарбунарський               | 1 748       | 38 781           | 22.2                 | 0       | 0                              | 7                              | 0                              | 0                              | 1                         |                           | Показати     | адм.-тер. устрій |
| | Ширяївський                   | 1 502       | 27 118           | 18.1                 | 0       | 0                              | 1                              | 71                             | 0                              | 1                         | 18                        | Показати     | адм.-тер. устрій |
| | Одеса                         | 163         | 1 010 848        | 4266.9               | 0       | 1 *                            | 0                              | 0                              | 0                              | 0                         | 0                         | Показати     | міська рада      |
| | Теплодар                      | 3           | 10 296           | 3432                 | 0       | 1 *                            | 0                              | 0                              | 0                              | 0                         | 0                         |              | міська рада      |
| | Чорноморськ (Іллічівськ)      | 25          | 72500            | 2393                 | 0       | 1 *                            | 1                              | 2                              | 0                              | 0                         | 0                         |              | міська рада      |
| | Южне                          | 12          | 32 154           | 2679.5               | 0       | 1 *                            | 0                              | 0                              | 0                              | 0                         | 0                         |              | міська рада      |
| | Одеська область               | 33 310      | 2 396 493        | 71.9                 | 8       | Всього населених пунктів: 1177 | Всього населених пунктів: 1177 | Всього населених пунктів: 1177 | Всього населених пунктів: 1177 | Всього сільських рад: 439 | Всього сільських рад: 439 |              |                  |
| підсумки нижче у порядку: у районі + у місті ОЗ + у громаді | Одеська область               | 33 310      | 2 396 493        | 71.9                 | 8       |                                |                                |                                |                                |                           |                           |              |                  |
| 10+7*+2 | Одеська область               | 33 310      | 2 396 493        | 71.9                 | 8       | 29+3+1                         | 1005+2+95                      | 23+0+0                         | 29+2+1                         | 402+0+5                   |                           |              |                  |
| 19 | Одеська область               | 33 310      | 2 396 493        | 71.9                 | 8       | 33                             | 1102                           | 23                             | 32                             | 407                       |                           |              |                  |
| Примітки: *Міста — для міст ОЗ вказується також чисельність міст. Усього місцевих рад 484: 407 сільрад, 32 селищні, 19 міських, 26 районних. Також 4 районні раді у місті Одеса,1 обласна рада та 8 об'єднаних територіальних громад. |                               |             |                  |                      |         |                                |                                |                                |                                |                           |                           |              |                  |

## Історія
| Рік            | Площа, тис. км² | Населення, тис. чол. | Населення, тис. чол. | Населення, тис. чол. | Щіл‑ть на 1 км² | Районів | Населені пункти                 | Населені пункти | Населені пункти | Населені пункти | Населені пункти | Населені пункти | Населені пункти | Місцеві ради | Місцеві ради | Місцеві ради | Місцеві ради | ОТГ |
| Рік            | Площа, тис. км² | Населення, тис. чол. | Населення, тис. чол. | Населення, тис. чол. | Щіл‑ть на 1 км² | Районів | Міста обласного підпорядкування | Міста обласного підпорядкування                                                                                                | Всього міст     | СМТ             | Селища          | Села            | Всього          | Місцеві ради | Місцеві ради | Місцеві ради | Місцеві ради | ОТГ |
| Рік            | Площа, тис. км² | Всього               | Міське               | Сільське             | Щіл‑ть на 1 км² | Районів | К‑сть                           | Назви | Всього міст     | СМТ             | Селища          | Села            | Всього          | Міські       | Селищні      | Сільські     | Всього       | ОТГ |
| -------------- | --------------- | -------------------- | -------------------- | -------------------- | --------------- | ------- | ------------------------------- | --- | --------------- | --------------- | --------------- | --------------- | --------------- | ------------ | ------------ | ------------ | ------------ | --- |
| кінець 1933    | 68,917          | 3411,4               |                      |                      | 49,5            | 46      | 4                               | Одеса, Зінов'ївське, Миколаїв, Херсон                                                                                          |                 |                 |                 |                 |                 |              |              |              |              |     |
| липень 1934    | 68,917          | 3324,9               |                      |                      | 48,2            | 50      | 4                               | Одеса, Зінов'ївське, Миколаїв, Херсон                                                                                          |                 |                 |                 |                 |                 |              |              |              |              |     |
| 1 вересня 1935 | 69,182          | 3324,9               |                      |                      | 48,1            | 70      | 4                               | Одеса, Кірове, Миколаїв, Херсон                                                                                                | 5               |                 |                 |                 |                 |              |              | 1143         |              |     |
| 1 жовтня 1938  | 32,9            |                      |                      |                      |                 | 42      | 1                               | Одеса | 2               | 4               |                 |                 |                 |              |              | 667          |              |     |
| 1 березня 1939 |                 |                      |                      |                      |                 | 32      | 1                               | Одеса | 3               | 4               |                 |                 |                 |              |              | 527          |              |     |
| 1 травня 1940  | 27,0            |                      |                      |                      |                 | 30      | 2                               | Одеса, Первомайськ | 3               | 4               |                 |                 |                 |              |              | 522          |              |     |
| 1 січня 1941   | 31,7            |                      |                      |                      |                 | 38      | 2                               | Одеса, Первомайськ | 5               | 7               |                 |                 |                 |              |              | 643          |              |     |
| 1 вересня 1946 | 27,9            |                      |                      |                      |                 | 34      | 2                               | Одеса, Первомайськ | 5               | 6               |                 |                 | 1820            |              |              | 579          |              |     |
| 1 січня 1947   | 27,9            |                      |                      |                      |                 | 34      | 2                               | Одеса, Первомайськ | 5               | 6               |                 |                 |                 |              |              | 576          |              |     |
| 1 травня 1949  | 27,9            |                      |                      |                      |                 | 34      | 2                               | Одеса, Первомайськ | 5               | 6               |                 |                 |                 |              |              | 574          |              |     |
| 1 січня 1951   | 27,9            |                      |                      |                      |                 | 34      | 2                               | Одеса, Первомайськ | 6               | 5               |                 |                 |                 |              |              | 575          |              |     |
| 1 березня 1954 | 33,2            |                      |                      |                      |                 | 38      | 4                               | Одеса, Ізмаїл, Вилкове, Білгород-Дністровський                                                                                 | 10              | 6               |                 |                 |                 |              |              | 596          |              |     |
| 1 січня 1958   | 33,1            | 1943,0               |                      |                      | 58,7            | 34      | 3                               | Одеса, Ізмаїл, Білгород-Дністровський                                                                                          | 11              | 16              |                 |                 |                 |              |              | 388          |              |     |
| 1 січня 1959   | 33,1            |                      |                      |                      |                 | 34      | 3                               | Одеса, Ізмаїл, Білгород-Дністровський                                                                                          | 11              | 16              |                 |                 |                 |              |              | 388          |              |     |
| 1 квітня 1960  | 33,1            | 2027,8               |                      |                      | 61,3            | 31      | 3                               | Одеса, Ізмаїл, Білгород-Дністровський                                                                                          |                 |                 |                 |                 |                 |              |              |              |              |     |
| 1 січня 1961   | 33,1 (33,2)     |                      |                      |                      |                 | 31      | 3                               | Одеса, Ізмаїл, Білгород-Дністровський                                                                                          |                 |                 |                 |                 |                 |              |              |              |              |     |
| 1 січня 1962   | 33,1            | 2083                 |                      |                      | 62,9            | 31      | 3                               | Одеса, Ізмаїл, Білгород-Дністровський                                                                                          |                 |                 |                 |                 |                 |              |              |              |              |     |
| 1 квітня 1963  | 33,1            | 2110                 |                      |                      | 63,7            | 14      | 8                               | Одеса (з смт Іллічівськ), Білгород-Дністровський (з смт Арциз), Ізмаїл, Котовськ, Рені, Кілія (з м. Вилкове), Балта, Роздільна |                 |                 |                 |                 |                 |              |              |              |              |     |
| 1965           | 33,3 (33,2)     | 2192,8               |                      |                      | 65,8            | 20      | 5                               | Одеса, Ізмаїл, Котовськ, Білгород-Дністровський Рені                                                                           | 13              | 26              |                 | 1374            | 1413            | 13           | 26           | 338          | 377          |     |
| 1 травня 1967  | 33,3            | 2254,8               | 1196,4               | 1058,4               | 67,7            | 25      | 5                               | Одеса, Ізмаїл, Котовськ, Білгород-Дністровський Рені                                                                           | 13              | 26              |                 | 1239            | 1278            | 13           | 26           | 339          | 378          |     |
| 1972           | 33,3            | 2444,9               |                      |                      | 73,4            | 26      | 4                               | Одеса, Ізмаїл, Котовськ, Білгород-Дністровський                                                                                |                 |                 |                 |                 |                 |              |              |              |              |     |
| 1 травня 1973  | 33,3            | 2470,3               | 1442,3               | 1028                 | 74,2            | 26      | 5                               | Одеса, Іллічівськ, Білгород-Дністровський, Ізмаїл, Котовськ                                                                    | 13              | 26              | 1               | 1215            | 1255            | 13           | 26           | 342          | 381          |     |
| 1 січня 1978   | 33,3            | 2555,9               | 1565,3               | 990,6                | 76,8            | 26      | 5                               | Одеса, Іллічівськ, Білгород-Дністровський, Ізмаїл, Котовськ                                                                    | 14              | 30              |                 | 1197            | 1241            | 14           | 27           | 343          | 384          |     |
| 1 травня 1979  | 33,3            | 2544                 | 1588                 | 956                  | 76,4            | 26      | 5                               | Одеса, Іллічівськ, Білгород-Дністровський, Ізмаїл, Котовськ                                                                    | 15              | 31              |                 | 1188            | 1234            | 15           | 31           | 342          | 388          |     |
| 1 января 1980  | 33,3            | 2556                 | 1605                 | 951                  | 76,8            | 26      | 5                               | Одеса, Іллічівськ, Білгород-Дністровський, Ізмаїл, Котовськ                                                                    | 17              | 29              |                 |                 |                 | 17           |              | 349          |              |     |
| 1 січня 1984   | 33,3            | 2587,6               | 1660,7               | 926,9                | 77,7            | 26      | 5                               | Одеса, Іллічівськ, Білгород-Дністровський, Ізмаїл, Котовськ                                                                    | 17              | 31              |                 | 1164            | 1212            | 17           | 25           | 358          | 400          |     |
| 1 січня 1987   | 33,3            | 2623                 | 1740                 | 883                  | 78,7            | 26      | 5                               | Одеса, Іллічівськ, Білгород-Дністровський, Ізмаїл, Котовськ                                                                    | 17              | 31              |                 |                 |                 | 17           |              | 364          |              |     |
| 1 січня 1990   | 33,34           | 2633,4               | 1760,3               | 873,1                | 79              | 26      | 5                               | Одеса, Іллічівськ, Білгород-Дністровський, Ізмаїл, Котовськ                                                                    | 17              | 33              |                 | 1140            | 1190            | 17           | 28           | 387          | 432          |     |
| 1992           | 33,3            |                      |                      |                      | 79,1            | 26      | 5                               | Одеса, Іллічівськ, Білгород-Дністровський, Ізмаїл, Котовськ                                                                    | 17              | 33              |                 | 1139            | 1189            | 17           |              | 413          |              |     |
| 1995           | 33,3            | 2606,5               | 1716,8               | 889,7                | 78,3            | 26      | 6                               | Одеса, Чорноморськ, Білгород-Дністровський, Ізмаїл, Подільск, Южне                                                             | 18              | 32              |                 | 1144            | 1194            | 18           |              | 431          |              |     |
| 1 січня 2000   | 33,3            | 2510,4               | 1653,2               | 857,2                | 75,4            | 26      | 7                               | Одеса, Чорноморськ, Білгород-Дністровський, Ізмаїл, Подільск, Теплодар, Южне                                                   | 19              | 33              |                 | 1139            | 1191            | 19           |              | 438          |              |     |
| 1 січня 2005   | 33,3            | 2415,7               | 1594,6               | 821,1                | 72,5            | 26      | 7                               | Одеса, Чорноморськ, Білгород-Дністровський, Ізмаїл, Подільск, Теплодар, Южне                                                   | 19              | 33              |                 | 1136            | 1188            | 19           | 32           | 439          | 490          |     |
| 1 січня 2010   | 33,3            | 2391                 | 1595,1               | 795,9                | 71,8            | 26      | 7                               | Одеса, Чорноморськ, Білгород-Дністровський, Ізмаїл, Подільск, Теплодар, Южне                                                   | 19              | 33              |                 | 1127            | 1179            | 19           | 32           | 439          | 490          |     |
| 1 січня 2012   | 33,3            | 2388,3               | 1594,8               | 793,2                | 71,7            | 26      | 7                               | Одеса, Чорноморськ, Білгород-Дністровський, Ізмаїл, Подільск, Теплодар, Южне                                                   | 19              | 33              |                 | 1125            | 1177            | 19           | 32           | 439          | 490          |     |
| 1 січня 2013   | 33,3            | 2395,2               | 1602,2               | 793                  | 71,9            | 26      | 7                               | Одеса, Чорноморськ, Білгород-Дністровський, Ізмаїл, Подільск, Теплодар, Южне                                                   | 19              | 33              |                 | 1125            | 1177            | 19           | 32           | 439          | 490          |     |
| 1 січня 2014   | 33,3            | 2396,5               | 1603,8               | 792,7                | 71,9            | 26      | 7                               | Одеса, Чорноморськ, Білгород-Дністровський, Ізмаїл, Подільск, Теплодар, Южне                                                   | 19              | 33              |                 | 1124            | 1176            | 19           | 32           | 439          | 490          |     |
| 1 січня 2015   | 33,3            | 2396,4               | 1603,1               | 793,3                | 71,9            | 26      | 7                               | Одеса, Чорноморськ, Білгород-Дністровський, Ізмаїл, Подільск, Теплодар, Южне                                                   | 19              | 33              |                 | 1124            | 1176            | 19           | 32           | 439          | 490          |     |
| 1 січня 2016   | 33,3            | 2390,3               | 1597,4               | 792,9                | 71,8            | 26      | 7                               | Одеса, Чорноморськ, Білгород-Дністровський, Ізмаїл, Подільск, Теплодар, Южне                                                   | 19              | 33              |                 | 1124            | 1176            | 19           | 32           | 407          | 458          | 8   |
| 1 січня 2017   | 33,3            | 2386,5               | 1595,7               | 790,8                | 71,7            | 26      | 9                               | Одеса, Чорноморськ, Білгород-Дністровський, Ізмаїл, Подільск, Теплодар, Южне, Біляївка, Балта                                  | 19              | 33              |                 | 1124            | 1176            | 19           | 32           |              |              | 11  |
| 1 січня 2018   | 33,3            | 2383,1               | 1594,9               | 788,2                | 71,6            | 26      | 9                               | Одеса, Чорноморськ, Білгород-Дністровський, Ізмаїл, Подільск, Теплодар, Южне, Біляївка, Балта                                  | 19              | 33              |                 | 1124            | 1176            | 19           | 32           |              |              | 15  |
| 1 січня 2019   | 33,314          | 2380,3               | 1595,5               | 784,8                | 71,5            | 26      | 9                               | Одеса, Чорноморськ, Білгород-Дністровський, Ізмаїл, Подільск, Теплодар, Южне, Біляївка, Балта                                  | 19              | 33              | 22              | 1103            | 1177            | 19           | 32           |              |              | 26  |
| 1 липня 2020   | 33,314          | 2377,2 (01.01.2020)  | 1597,0               | 780,2                | 71,4            | 7*      | 9                               | Одеса, Чорноморськ, Білгород-Дністровський, Ізмаїл, Подільск, Теплодар, Южне, Біляївка, Балта                                  | 19              | 33              | 22              | 1100            | 1174            | 19           | 30           | 361          | 410          | 91  |

*кількість районів скорочена 17 липня 2020 року.

### Передісторія
16 квітня 1920 утворено Одеську губернію, а через два роки до неї було приєднано Миколаївську губернію. У ході проведеної у 1923 р. реформи у Одеській губернії замість 9 старих повітів було створено 6 округів, а замість 249 волостей — 74 районів. 1 серпня 1925 року губернія була ліквідована, округи перейшли у пряме підпорядкування центральним органам влади. Протягом 1923—1930 існувала Одеська округа, а протягом 1930—1932 — Одеський район, підпорядкований безпосередньо республіканському центрові. Постановою ВУЦВК від 12 жовтня 1924 «Про утворення Автономної Молдавської СРР» з частини території Балтської і Одеського округ Одеської губернії і Тульчинської округи Подільської губернії була утворена Автономна Молдавська Соціалістична Республіка у складі Української СРР.
На території сучасної Одеської області у 1928 році розміщались 2 округи — Одеська (Захар'ївка, Янівка, Гросулове, Одеса, Овідіополь, Березівка, Роздільна, Антоно-Кодинцеве) та частина Першомайської (Любашівка, Саврань), в також частина АМСР (Бірзула, Ананьїв, Вікна, Балта). Південна Бесарабія (територія нижче Дністровського лиману) входила до складу Румунського королівства.

### Часи Української РСР

#### 1932
- Одеська область була створена 9 лютого 1932 року у складі 50 адміністративних одиниць[54] — 4 міст, безпосередньо підпорядкованих області: Одеса, Зінов'ївське (нині м. Кропивницький), Миколаїв, Херсон та 46 районів. Вона займала території сучасної Одеської, Миколаївської, Херсонської та Кіровоградської областей.

Райони:
- Анатолівський (Тилігуло-Березанський)
- Андріїво-Іванівський
- Антоно-Кодинцівський (Комінтернівський)
- Арбузинський
- Баштанський
- Березівський
- Бериславський
- Біляївський
- Благоївський (нац. болгарський)
- Бобринецький
- Велико-Висківський
- Велико-Олександрівський
- Вільшанський (нац. болгарськ.)
- Вознесенський
- Голованівський
- Голо-Пристанський
- Гросулівський
- Грушківський
- Добровеличківський
- Доманівський
- Жовтневий
- Зельцський (нац. німецьк.)
- Знам'янський
- Калініндорфський (нац. євр.)
- Карл-Лібкнехтівський (нац. німецьк.)
- Каховський
- Криво-Озерський
- Любашівський
- Ново-Архангельський
- Ново-Бузький
- Ново-Миргородський
- Ново-Одеський
- Ново-Український
- Очаківський
- Першомайський
- Роздільнянський
- Скадовський
- Снігурівський
- Спартаківський (нац. німецьк.)
- Троїцький
- Устимівський
- Фрунзівський (Захарівський)
- Хмельовський
- Хорлівський
- Цебриківський
- [[Цюрупинський район|Цюрупинський]]

- 27 лютого 1932 р. Біляївський район був ліквідований, а його територію повністю приєднано до території Одеської міськради. З частини Бобринецького району було утворено Братський, а з частини Любашівського — Велико-Врадіївський район.[55]

#### 1933
- 11 лютого 1933 р. було відновлено Савранський район.[56]
- 7 березня 1933 р. були перейменовані Анатолівський на Тилігуло-Березанський р-н (Суворове — на Тилігуло-Березанку), Гросс-Лібенталь — на колонію Спартаківку, Захарівка — на м-ко Фрунзівку.[57]
- 4 липня того ж року було утворено Компаніївський (з частини Зінов'євської міськради) та Рівнянський (з частини Новоукраїнського) райони.[58]

#### 1934
50 районів на липень 1934:
- Андріїво-Іванівський
- Арбузинський
- Баштанський
- Березівський
- Бериславський
- Благоївський (нац. болгарський)
- Бобринецький
- Братський
- Велико-Висківський
- Велико-Врадіївський
- Велико-Олександрівський
- Вільшанський (нац. болгарськ.)
- Вознесенський
- Голованівський
- Голо-Пристанський
- Гросулівський
- Грушківський
- Добровеличківський
- Доманівський
- Жовтневий
- Зельцський (нац. німецьк.)
- Знам'янський
- Калініндорфський (нац. євр.)
- Карл-Лібкнехтівський (нац. німецьк.)
- Каховський
- Комінтернівський (Антоно-Кодинцівський)
- Компанівський
- Криво-Озерський
- Любашівський
- Ново-Архангельський
- Ново-Бузький
- Ново-Миргородський
- Ново-Одеський
- Ново-Український
- Очаківський
- Першомайський
- Ровнянський
- Роздільнянський
- Савранський
- Скадовський
- Снігурівський
- Спартаківський (нац. німецьк.)
- Тилігуло-Березанський (Анатолівський)
- Троїцький
- Устимівський
- Фрунзівський (Захарівський)
- Хмельовський
- Хорлівський
- Цебриківський
- [[Цюрупинський район|Цюрупинський]]

- 4 червня 1934 року Джугастрівську сільраду Роздільнянського району перечислено до складу Березівського району[60];
- До складу Молдавської АРСР передано с. Олено-Корицьке[61] і колгосп «За нове життя» Осипівської сільради Фрунзівського району.[62]

#### 1935
- Постановами ВУЦВК від 22 січня та 17 лютого 1935 р. було створено ще 20 районів.[63][64] .

20 нових районів, додані до списку 50 існуючих у 1934 році:
- Аджамський
- Біляївський
- Благодатнівський
- Березнегуватський
- Володимирівський
- Варваровський
- Витязівський
- Горностаївський
- Гайворонський
- Єланецький
- Єлизаветградський
- Мостовський
- Маловисківський
- Нововоронцовський
- Привольнянський
- Піщано-Бродський
- Тишківський
- Чаплинський
- Ширяївський
- Янівський

- Після цього кількість районів Одеської області зросла до 70-ти.[65]
- 14 листопада 1935 р. Отрадівську (Одрадове), Уварівську та Вигодянську сільради приміської смуги Одеської міськради перечислено до складу Біляївського району.[66]

Перейменування:
- 7 серпня 1935 р.:
- Антоно-Кодинцівський район→ Комінтернівський район.[67][68]
- с. Антоно-Кодинцево → с. Комінтернівське.
- с. Ландау, центр Карл-Лібкнехтівського району Одеської області → с. Карла Лібкнехта.

#### 1936
- 17 березня 1936 р. колгосп ім. Сталіна[69] (див. нижче 1953 р.) Закревської сільради Троїцького району перечислено до складу Мар'янівської сільради Ширяївського району.[70]
- 25 серпня 1936 р:
  - Журавська (Журівка) сільська рада Жовтневого району перейшла до складу Андрієво-Іванівського району;
  - населені пункти ім. Г. І. Петровського та Вапнярка Вербанівської сільської ради Гросулівського району — до складу Роздільнянського;
161 га землі Біляївського району (колишні землі допоміжного господарства заводу ім. Старостіна) до складу земель колгоспу імени Блюхера Спартаківського району.[71]
  - Базилівську та Ольгопольську сільські ради Ново-Бузького району приєднали складу Бобринецького району.

#### 1937
- 20 червня 1937 року село Ново-Григор'ївку Ново-Маврівської сільської ради Ширяївського району перечислено до складу Затишанської сільської ради Фрунзівського району.[72]
- У серпні 1937 р. на території приміської зони Одеської міськради було створено Одеський район.[73]
- Постановою ЦВК СРСР від 22 вересня 1937 р. з Одеської була виділена Миколаївська область у складі 3 міст обласного підпорядкування: Миколаїв, Херсон, Кірове та 29 районів[74].

Райони, що відійшли до Миколаївської області:
Аджамський
Баштанський
Березнегуватський
Бериславський
Бобринецький
Варваровський
Великоолександрівський
Витязівський
Володимирівський
Голопристанський
Горностаївський
Єланецький
Єлизаветградський
Знам'янський
Калініндорфський
Каховський
Компаніївський
Новобузький
Нововоронцовський
Новоодеський
Очаківський
Привольнянський
Скадовський
Снігурівський
Тилігуло-Березанський
Устинівський
Хорлівський
Чаплинський
Цюрупинський
- 29 серпня 1937 року на території приміської зони Одеської міськради було відновлено Одеський район у складі Одеської області. До неї ввійшли 24 сільради: Августівська, Барабойська, Бурлаче-Балківська, Гільдендорфська, Гниляківська, Григор'ївська, Дальницька 1-А, Дальницька 1-Б, Дальницька II, Ільїнська, Калаглійська, Криво-Балківська, Крижанівська, Маринівська, Нерубайська, Ново-Дофінівська, Овідіопольська, Олександрівська, Протопопівська, Роксолянська, Санжійська, Сухо-Лиманська, Татарська, Усатівська.
- Велико-Фонтанську, Люстдорфську, Потриваївську та Чубаївську сільські ради перетворили на селищні ради і підпорядкувати їх Одеській міській раді[75].

#### 1938
- 25 жовтня 1938 року селище Вознесенськ (Вознесенського району) та селище Ново-Українка (Новоукраїнського району) було відносено до категорії міст;
- 25 жовтня 1938 року с. Гайворон (Гайворонського району), с. Мала Виска (Мало-Виськівського району), с. Ульянівка (Грушківського району), с. Помощна (Пісчано-Бродського району), с. Роздільна (Роздільнянського району) віднесено до категорії селищ міського типу[76].

#### 1939
- На підставі Указу Президії Верховної Ради СРСР від 10 січня 1939 р. до Кіровоградської області відійшли 10 районів: Велико-Висківський, Добровеличківський, Маловисківський, Новоархангельський, Новомиргородський, Новоукраїнський, Піщано-Бродський, Ровнянський, Тишківський, Хмельовський.[77]
- 26 березня 1939 року було ліквідовано Благоївський (болгарський), Зельцський, Карл-Лібкнехтовський, Спартаківський (німецькі) національні райони;
 тоді ж утворено Веселинівський та Овідіопольський район.[16]

#### 1940
- У 1940 р. після того, як до СРСР було приєднано Бессарабію, більша частина її території увійшла до новоствореної Молдавської РСР[78], а 3 повіти — Аккерманський, Ізмаїльський і Хотинський — до складу УРСР (перші два утворили в 1940 р. Ізмаїльську область).
- Тоді ж у серпні 1940 р. до Одеської області було приєднано 8 районів: Ананьївський, Балтський, Валегоцуловський, Кодимський, Котовський, Красноокнянський, Піщанський, Чорнянський, які із 12 жовтня 1924 р. належали Молдавській АРСР.

#### 1941- березень 1944
На 1 січня 1941 року у складі області було 38 районів.
- Ананьївський
- Андріїво-Іванівський
- Арбузинський
- Балтський
- Березівський
- Біляївський
- Благодатнівський
- Велико-Врадіївський
- Братський
- Валегуцулівський
- Веселинівський
- Вознесенський
- Гайворонський
- Голованівський
- Гросулівський
- Грушківський
- Доманівський
- Жовтневий
- Кодимський
- Комінтернівський
- Котовський
- Красноокнянський
- Кривоозерський
- Любашівський
- Мостовський
- Овідіопольський
- Одеський
- Ольшанський
- Першомайський
- Піщанський
- Роздільнянський
- Савранський
- Троїцький
- Фрунзівський (Захарівський)
- Цебриківський
- Чернянський
- Ширяївський
- Янівський

У 1941—1944 роках під час німецько-румунської окупації територія області входила до складу губернаторства Трансністрія (повіти Ананьївський, Балтський, Березівський, Голтянський, Дубосарський, Овідіопольський, Одеський, Рибницький, Тираспольський) та Генеральної округи Миколаїв (Гайворонський, Первомайський і Вознесенський ґебіти).

#### березень 1944—1949
У березні 1944 р. до Миколаївської області відійшли 5 районів: Арбузинський, Благодатнівський, Братський, Веселинівський та Вознесенський.
25 травня 1945 р. із Андріїво-Іванівського було виділено новий Миколаївський район.
Перейменування:
15 грудня 1945 р. Гросуловський район був перейменований на Великомихайлівський, Валегоцуловський — на Долинський, а Янівський — на Іванівський.
1 лютого 1945 та 7 вересня 1946 р. була перейменована значна кількість сіл, сільрад і т. інш.
5 травня 1949 р. Грушківський район було перейменовано в Ульяновський.

#### 1953
31 серпня 1953 року перечислено с. Лідівка Шабельницької сільради Жовтневого р-ну до складу Червонокутської сільради Андрієво-Іванівського району;
[тоді ж] с. Байбузівка, Басул, Сталіно та Красне Валентинівської сільради (Валентинівка) Ширяївського р-ну — до складу Долинської Третьої сільради Долинського району (12.09.1967 р. села Байбузівка, Басул і Степове (до 13.12.1961 х. Сталіна) об'єднані в один населений пункт — село Байбузівка; останній знято з обліку 1995 року)
1 вересня 1953 р. Агафіївська сільська рада Велико-Врадіївського р-ну перечислена до складу Любашівського р-ну (с. Краснівка Агафіївської сільради — до складу Краснопільської сільради Велико-Врадіївського р-ну).

#### 1954
- 15 лютого 1954 р. Президія Верховної Ради СРСР своїм Указом затвердила подання Президії Верховної Ради УРСР про ліквідацію Ізмаїльської області і передачу її території до складу Одеської.[90] Отже, приєднувалось 13 районів: Арцизький, Болградський, Бородинський, Кілійський, Лиманський, Новоіванівський, Ренійський, Саратський, Старокозацький, Суворівський, Тарутинський, Татарбунарський, Тузлівський та міста Ізмаїл, Білгород-Дністровський, Вилкове.
- У лютому 1954 р. від Одеської області до Миколаївської відійшли м. Первомайськ (Миколаївська область), Велико-Врадіївський, Доманівський, Кривоозерський, Мостовський, Первомайський райони, а до Кіровоградської — Вільшанський, Гайворонський, Голованівський, Ульянівський райони.[91]

#### 1956
- 28 листопада 1956 року Багатянська, Бросківська, Новонекрасівська, Озерненська, Саф'янівська та Старонекрасівська сільські ради Суворівського р-ну передані в підпорядкування Ізмаїльській міській раді;
- тим же рішенням Баннівська і Кам'янська сільради Болградського р-ну передані до складу Суворівського р-ну;
- тоді ж Колісненська сільрада Саратського р-ну передана до Тузлівсмького р-ну.[92]

#### 1957
Докладніше: Адміністративно-територіальна реформа в УРСР (1957–1960)
- 22 травня 1957 р. передано Івашківську та Пиріжнянську сільські ради Чечельницького р-ну Вінницької обл. до складу Кодимського району Одеської обл.[93]
- 07 червня 1957 р. Чорнянський та Красноокнянський були об'єднані в один Красноокнянський район[94],
 тим же Указом Президії ВР УРСР місто Вилкове віднесено до категорії міст районного підпорядкування з включенням його до складу Кілійського району[95] (з 13.12.1951 місто обласного підпорядкування[96]).
- 28 листопада 1957 р. було ліквідовано Долинський (до Ананьївського та Котовського), Піщанський (до Балтського та Савранського) та Троїцький райони (до Ананьївського, Любашівського та Ширяївського р-нів).[94][97]
 Лиманський район у відповідності з назвою його центра перейменовано на Білгород-Дністровський район.[97]

#### 1958
- 15 січня 1958 р. Петрівську сільраду Ананьївського р-ну передано до Котовського району.[98]
- 7 березня 1958 року Криничківська та Ухожанська сільради Савранського р-ну перейшли до складу Балтського району.
- 26 березня 1958 р. Деленську сільраду Новоіванівського р-ну передано до Арцизького району.[99]
- 21 травня Ворошиловський район Одеси перейменований у Центральний. Воднотранспортний район міста ліквідований, а його територія перейшла в підпорядкування Сталінського та Центрального міських районів[100].

#### 1959
- 21 січня 1959 р. було ліквідовано Андріїво-Іванівський (до Миколаївського), Жовтневий (до Березівського, Цебриківського та Ширяївського) та Тузлівський райони (до Білгород-Дністровського, Саратського та Татарбунарського р-нів)[94],
 тоді ж райцентр Суворівського району був перенесений у м. Ізмаїл і район отримав відповідну назву Ізмаїльського.[101]
- У цьому ж році було передано Волівську сільську Раду (с. Волова) до складу Балтського р-ну Одеської області.[102]

#### 1960
- 12 червня 1961 року Новоандріївська та Чернокутська сільські ради Миколаївського району передані до складу Ширяївського району.[103]

#### 1962
Докладніше: Адміністративно-територіальна реформа в УРСР (1962–1963)
- 28 квітня 1962 р. Андріївська сільрада Старокозацького р-ну передана до складу Білгород-Дністровського району.[104]
- У грудні 1962 р. загальна кількість районів скоротилася з 31 існуючих до 14
 (у правій частині після дефісу першим у списку переліку районів (якщо їх 2–3) іде район, до якого приєднано колишній райцентр скасованого району):[105][106][107]

1. Бородинський район увійшов до складу Тарутинського,
2. Арцизький — до Тарутинського та Татарбунарського районів (м. Арциз в адмін. підпорядкування Білгород-Дністровської міськради),
3. Великомихайлівський — до Фрунзівського та Роздільнянського районів,
4. Іванівський — до Комінтернівського та Роздільнянського,
5. Кілійський — до Ізмаїльського (Кілія — місто обл. підпорядкування, Вилково в адмін. підпорядкування Кілійської міськради)
6. Кодимський — до Балтського,
7. Красноокнянський — до Котовського,
8. Миколаївський — до Березівського та Любашівського,
9. Новоіванівський — до Болградського та Ізмаїльського,
10. Овідіопольський — до Біляївського,
11. Одеський — до Біляївського та Комінтернівського,
12. Ренійський — до Болградського,
13. Савранський — до Любашівського та Балтського,
14. Саратський — до Татарбунарського, Білгород-Дністровського та Тарутинського районів,
15. Старокозацький — до Білгород-Дністровського,
16. Цебриківський — до Роздільнянського, Березівського та Фрунзівського районів,
17. Ширяївський — до Ананьївського, Березівського та Фрунзівського районів.

- Каланчацьку сільраду Болградського р-ну передано до складу Ізмаїльського р-ну;
- Баннівську сільраду Ізмаїльського р-ну передано до складу Болградського району.[105]
- Зміна меж районів в період між реформами 1962 та 1965 рр.[106]:

#### 1963
- 4 січня 1963 р. с. Вільне Дмитрівської сільради Болградського району в підпорядкування Рівнянській сільраді Тарутинського району.[108]
- 29 березня 1963 року Качурівська та Петрівська сільська рада Ананьївського р-ну передані до складу Котовського р-ну (30.12.1962 були передані до Ананьївського р-ну[105]);
 Карабанівська та Мар'янівська сільська рада Котовського р-ну — до складу Фрунзівського р-ну.[109]
- Міста обласного значення (з кін. 1962 — поч. 1963): Одеса (з підпорядкованим смт Іллічівськ), Балта, Білгород-Дністровський (з смт Арциз), Ізмаїл, Кілія (з підпорядкованим містом Вилкове), Котовськ, Рені і Роздільна.
- 17 травня 1963 року передані населені пункти: села Верхня Юрківка та Новосавицьке і селища Багнет (нині у смузі с. Юрківка) та Зелений Садок (околиці с. Новосавицьке) Тростянецької сільради Фрунзівського р-ну — до складу Роздільнянського р-ну,
 с. Гор'єве (нині в смузі с. Розкішне) Чапаєвської сільради Роздільнянського р-ну — до складу Фрунзівського р-ну.[110]

#### 1964
- 25 квітня 1964 р. с. Прямобалка Кам'янської сільради Татарбунарського р-ну передано до складу Теплицької сільради Тарутинського району.[111]

#### 1965
Докладніше: Адміністративно-територіальна реформа в УРСР (1965–1966)
- У січні–лютому 1965 р. у зв'язку з розукрупненням районів Президія Верховної Ради УРСР своїм Указом відновила діяльність 6 районів області: Великомихайлівський, Кілійський, Кодимський, Миколаївський, Саратський та Ширяївський райони.[112][113]
  - Баштанківську та Загнітківську[114] сільради Крижопільського району Вінницької обл. передано до складу Кодимського району Одеської області;
  - Яснопільську сільраду[115] Доманівського району Миколаївської обл. — до складу Березівського району Одеської області;
  - с. Копи[116] Миколаївської сільради Миколаївського району Одеської обл. передано до складу Доманівського району Миколаївської області з підпорядкуванням села Володимирівській сільській Раді.
  - Передано сільради: Антонівську (Антонівка) Ширяївського району — до складу Березівського району;
 Кам'янську Балтського району — до складу Любашівського району;
 Новокапланівську Саратського району — до складу Тарутинського району;
 Новоселівську Ізмаїльського району — до складу Кілійського району;
 сільради Фрунзівського району: Бранкованівську та Малігонівську — до складу Ширяївського району,
 Соше-Острівську — до складу Великомихайлівського району.
- Міста обласного підпорядкування (з 04.01.1965): Одеса (з смт Іллічівськ), Білгород-Дністровський, Ізмаїл, Котовськ, Рені.[112]
- 04.01.1965 Балту, Кілію і Роздільну віднесли до категорії міст районного підпорядкування[117].

#### 1966
- Указом Президії Верховної Ради УРСР „Про утворення нових районів Української РСР“ від 8 грудня 1966 р. були утворені 5 нових районів: Арцизький, Іванівський, Красноокнянський, Овідіопольський та Савранський райони.[118]
- 20 грудня 1966 року змінено межі районів[119]:
  - Троїцьку сільраду Ананьївського р-ну передано до складу Любашівського р-ну
  - Забарівську, Ройлянську та Фараонівську сільради Білгород-Дністровського р-ну, Михайлівську та Сергіївську сільради Татарбунарського р-ну, село Введенка Вознесенської Першої сільради Арцизького р-ну — до складу Саратського району (з підпорядкуванням с. Введенка Світлодолинській сільраді)
  - Каланчацьку сільраду Болградського р-ну — до складу Ізмаїльського р-ну
  - Приозерненську та Старотроянівську сільські ради Ізмаїльського р-ну — до складу Кілійського р-ну
  - Нерушайську та Струмківську сільради Кілійського р-ну — до складу Татарбунарського р-ну
  - Новоандріївську та Червонокутську сільради Миколаївського р-ну — до складу Ширяївського р-ну

#### 1967
села Бочманівка, Тимотинівка (12.09.1967 р. об'єднане з с. Бочманівка) Ставрівської сільради Красноокнянського р-ну — до складу Котовського р-ну (з підпорядкуванням Новоселівській сільраді)
село Долинівка Новоселівської сільради Саратського р-ну — до складу Арцизького р-ну (з підпорядкуванням Павлівській сільраді)

#### 1969
- 17 березня 1969 р. відновився Ренійський район[121][122] (з 10.12.1966 існував як Ренійська міська рада обласного підпорядкування
 з 7 підпорядкованими сільськими радами[123][124]).
- 22 квітня 1969 року Новокапланівську сільраду Тарутинського р-ну передано до складу Арцизького р-ну.[125]

#### 1971—1986
- 18 січня 1971 р. Петропавлівську сільраду Тарутинського р-ну передано до складу Саратського р-ну.[126]
- 12 квітня 1973 р. Іллічівську надано статус міста обласного значення.[127]
- 19 жовтня 1976 р. села Богнатове та Бурдівка Іванівського р-ну передані в підпорядкування Єгорівської сільради Роздільнянського району.[128]
- 22 березня 1977 року Олександрівська селищна Рада із складу Овідіопольського р-ну передана в підпорядкування Іллічівській міській раді.[129]
- 25 лютого 1981 року смт Южне Комінтернівського району було підпорядковане Суворовській районній раді міста Одеси.[130]
- 3 вересня 1985 р. смт Теплодар Біляївського району передано в підпорядкування Центральній районній раді м. Одеси.[131]
- 21 січня 1986 р. у Савранському районі передано село Вільшанка Дубинівської сільради в підпорядкування Савранській селищній Раді[132].

#### 1987
- 20 січня 1987 року утворено сільради[133]:
  - у Біляївському районі Кагарлицьку з центром в селі Кагарлик; Секретарівську з центром в селі Секретарівка і сільській раді підпорядковано село Михайлівка Кам'янської сільради;
  - у Великомихайлівському районі утворено сільради: Новопетрівську з центром у селі Новопетрівка і сільській раді підпорядковане село Вакарське Великомихайлівської селищної ради; Цибулівську з центром в селі Цибулівка і сільській раді підпорядковане села Малозименове і Поліно-Осипенкове Цебриківської селищної ради;
  - у Кодимському районі утворив сільради: Писарівську з центром в селі Писарівка; Пиріжненську з центром в селі Пиріжна;
  - передано село Лисогорівка і селище Федорівка Кодимської міськради у підпорядкування Сербівській сільській раді Кодимського району;
  - у Котовському районі знято з обліку села Косареве, Кругляк Станіславської, Кошари Олексіївської сільрад;
  - у Татарбунарському районі утворено сільради: Базар'янську з центром в селі Базар'янка; Безім'янську з центром в селі Безім'янка і сільській раді підпорядковане село Веселе Тузлівської сільради; Глибоківську з центром в селі Глибоке;
  - знято з обліку село Ясногородка Тузлівської сільради Татарбунарського району;
  - у Фрунзівському районі знято з обліку село Десинорове Василівської сільради.
- 10 лютого Виконавчий комітет Одеської обласної ради народних депутатів:
  - утворив в Овідіопольському районі Затоківську сільраду з у селі Затока;
  - утворив у Комінтернівському районі зняв з обліку села Шевченка Комінтернівської селищної і Капрани Сербківської сільської рад;
  - у Татарбунарському районі виділив із складу села Веселе Безім'янківської сільради в окремий населений пункт колишнє село Садове, відновивши його попередню назву, і підпорядкував його Безім'янківської сільській Раді;
  - у Фрунзівському районі зняв з обліку село Унтилівку Перехрестівської сільради.
- 16 лютого року включено в межі міста Іллічівська Одеської області село Іллічівку Молодіжненської сільської ради Овідіопольського району площею 97,0 гектара.
- 16 лютого року новозбудованому населеному пункту Біляївського району Одеської області присвоєно найменування селище Хлібодарське.
- 10 березня Виконавчий комітет Одеської обласної Ради народних депутатів у Біляївському районі взяв на облік селище Хлібодарське, відніс його до категорії селищ міського типу і утворив у ньому селищну Раду, яку найменував Хлібодарська. Селищній раді підпорядкував селище Жовтнева Революція Великодальницької сільради.
- 15 грудня 1987 року у Роздільнянському районі утворено Буцинівську сільраду з центром в селі Буцинівка і сільській раді підпорядковано села Карпівка, Кузьменка, Міліардівка, Новодмитрівка Кіровської сільради.

#### 1988
- 2 лютого Президія Верховної Ради Української РСР постановила включити в межі міста Роздільна Одеської області житловий масив та промислову зону державного племінного птахозаводу „Роздільнянський“ загальною площею 54,9 гектара.
- 28 березня Виконавчий комітет Одеської обласної ради у Красноокнянському районі утворив Малаївську сільраду з центром в селі Малаївці і сільській Раді підпорядкував села Розівка, Унтилівка і селище Червоний Орач Довжанської сільради.
- 12 травня Виконавчий комітет Одеської обласної Ради зняв з обліку села Тернувате Антонюківської і Каратаєве Левадівської сільрад Миколаївського і Богданове Друге Войничівської сільради Фрунзівського районів.
- 26 липня Президія Верховної Ради Української РСР постановила присвоїти новозбудованому населеному пункту Комінтернівського району Одеської області найменування селище Чорноморське.
- 28 липня Виконавчий комітет Одеської обласної ради у Комінтернівському районі взяв на облік селище Чорноморське, відніс його до категорії селищ міського типу, утворив у ньому селищну раду і найменував її Чорноморська. Селищній раді підпорядкував селище Гвардійське Новобілярської селищної ради.

#### 1989
- 22 травня Виконавчий комітет Одеської обласної ради вніс в адміністративно-територіальний устрій окремих районів такі зміни[134]:
  - у Березівському районі утворив: Степанівську сільраду з центром селі Степанівка і сільській раді підпорядкував села Вовкове, Донська Балка, Донське, Карногорове, Косівка, Червоне, Чорногірка Вікторівської сільради; Михайло-Олександрівську сільраду з центром в селі Михайло-Олександрівка і сільській раді підпорядкував село Веселинівка Заводівської сільради;
  - у Білгород-Дністровському районі утворив Удобненську сільраду з центром у селі Удобне; в Іванівському районі утворив Бузинівську сільраду з центром в селі Бузинове і сільській раді підпорядкував села Баланини, Верхній Куяльник, Нижній Куяльник, Прохорове Іванівської селищної ради;
  - у Комінтернівському районі утворив Олександрівську сільраду з центром в селі Олександрівка і сільській раді підпорядкував селище Світле Красносільської сільради; відніс селище Гвардійське Чорноморської селищної ради до категорії сіл;
  - у Котовському районі утворив Бочманівську сільраду з центром в селі Бочманівка; у Красноокнянському районі зняв з обліку село Петрівка Новосамарської сільради;
  - у Роздільнянському районі утворив Кошарську сільраду з центром в селі Кошари і сільській раді підпорядкував село Лозове Понятівської сільради.
- 30 серпня Виконавчий комітет Одеської обласної ради вніс в адміністративно-територіальний устрій окремих районів такі зміни:
  - у Біляївському районі утворив Маринівську сільраду з центром в селі Маринівка і сільській раді підпорядкував села Берегове, Нова Еметівка, Стара Еметівка Іллінської сільради;
  - у Комінтернівському районі утворив Новомиколаївську сільраду з центром в селі Новомиколаївка і сільській раді підпорядкував села Капітанівка і Олександрівка Петрівської сільради;
  - у Любашівському районі утворив Сергіївську сільраду з центром в селі Сергіївка і сільській раді підпорядкував села Іванівка, Нововоздвиженка, Олександрівка Любашівської селищної ради;
  - у Роздільнянському районі передав село Одрадове Виноградівської сільради у підпорядкування Єгорівській сільській раді.
- 11 вересня Виконавчий комітет Одеської обласної ради вніс в адміністративно-територіторіальний устрій окремих районів такі зміни:
  - у Саратському районі передав село Нова Плахтіївка Плахтіївської сільради у підпорядкування Надеждинській сільській Раді;
  - у Татарбунарському районі утворив Баштанську сільраду з центром в селі Баштанівка.

#### 1990
- 22 травня Виконавчий комітет Одеської обласної ради вніс в адміністративно-територіальний устрій окремих районів такі зміни:
  - у Білгород-Дністровському районі зняв з обліку село Павлівка Адамівської сільради;
  - в Ізмаїльському районі утворив Матроську сільраду з центром в селі Матроська;
  - у Кодимському районі утворив Смолянську сільраду з центром в селі Смолянка;
  - у Любашівському районі утворив Познанську сільраду з центром в селі Познанка Перша і сільській Раді підпорядкував села Познанка Друга, Погреби Ясенівської сільради;
  - у Фрунзівському районі зняв з обліку село Кочурівка Войничівської сільради.
- 24 червня Президія Одеської обласної ради внесла в адміністративно-територіальний устрій окремих районів такі зміни: у Фрунзівському районі утворила Новозаріцьку сільраду з центром в селі Новозаріцьке і сільській Раді підпорядкувала Бірносове, Перше Травня, Федосіївка Перехрестівської сільради.
- 9 липня Президія Одеської обласної ради внесла в адміністративно-територіальний устрій окремих районів такі зміни:
  - у Білгород-Дністровському районі утворила Петрівську сільраду з центром в селі Петрівка;
  - у Красноокнянському районі утворила Гавиноську сільраду з центром в селі Гавиноси.
- 4 вересня Президія Одеської обласної ради у Білгород-Дністровському районі передала село Нове Андріївської сільради у підпорядкування Мологівській сільській раді.
- 2 жовтня Президія Одеської обласної ради у Саратському районі віднесла селище Розівка Колісненської сільради до категорії сіл.
- 23 жовтня Президія Одеської обласної ради у Красноокнянському районі відновила селі Ілля, раніше об'єднане з селом Розівка Малаївської сільради, взяла його на облік і підпорядкувала Довжанській сільській раді.
- 31 жовтня Президія Верховної Ради Української РСР постановила відновити селу Затока Овідіопольського району Одеської області колишнє найменування Кароліно-Бугаз.
- 13 листопада Президія Одеської обласної ради в Овідіопольському районі перейменувала Затоківську сільраду на Кароліно-Бугазьку.

#### 1991
- 5 квітня Одеська обласна рада внесла в адміністративно-територіальний устрій окремих районів такі зміни[135]:
  - в Ананьївському районі утворила сільради: Новоселівську з центром в селі Новоселівка і сільській раді підпорядкувала села Благодатне, Бондарі, Калини, Пасицели Коханівської сільради: Романівську з центром в селі Романівка і сільській раді підпорядкувала села Дружелюбівка, Новодачне, Стародачне Шимківської сільради;
  - у Білгород-Дністровському районі утворила Підгірненську сільраду з центром в селі Підгірне; у Болградському районі утворила Залізничненську сільраду з центром в селі Залізничне;
  - у Савранському районі утворила Вільшанську сільраду з центром в селі Вільшанка.
- 26 червня Одеська обласна рада внесла в адміністративно-територіальний устрій окремих районів такі зміни:
  - у Кодимському районі утворила Лисогірську сільраду з центром селі Лисогірка і сільській раді підпорядкувала селище Федорівка Сербівської сільради;
  - у Роздільнянському районі передала село Бринівка Кіровської сільради у підпорядкування Єреміївській сільській раді;
  - у Саратському районі утворила сільради: Мирнопільську з центром в селі Мирнопілля і сільській раді підпорядкувала села Кам'янка, Нова Іванівка, Нова Плахтіївка Надеждинської сільради; Розівську з центром в селі Розівка.
- 25 жовтня Одеська обласна рада внесла в адміністративно-територіальний устрій окремих районів такі зміни:
  - у Арцизькому районі утворила Долинівську сільраду з центром в селі Долинівка;
  - у Березівському районі уточнила назву села Маринівка Маринівської сільради на Маринове і віднесла до категорії сіл такі селища: Жовтнівка Заводівської, Шевченкове Новоселівської, Зеленопілля Ряснопільської, Семихатки, Травневе, Улянівка Червоноармійської сільрад;
  - у Білгород-Дністровському районі утворила Салганську сільраду з центром в селі Салгани і сільській раді підпорядкувала село Абрикосове та селище Привітне Бритівської сільради;
  - у Великомихайлівському районі утворила сільради: Новоолександрівську з центром в селі Новоолександрівка і сільській раді підпорядкувала село Нові Бутори Комарівської сільради; Першотравневу з центром в селі Першотравневе і сільській раді підпорядкувала села Благоєве, Данилівка і Незаможник Петрівської сільради; Новосавицьку з центром в селі Новосавицьке і сільській раді підпорядкувала село Юрківка Слов'яносербської сільради; Великозименівську з центром в селі Великозименове і сільській раді підпорядкувала село Марціянове Чапаєвської сільради;
  - у Комінтернівському районі утворила Кордонську сільраду з центром в селі Кордон і сільській раді підпорядкувала село Мар'янівка Дмитрівської сільради;
  - у Фрунзівському районі утворила Росіянівську сільраду з центром в селі Росіянівка.
- 20 грудня Одеська обласна рада внесла в адміністративно-територіальний устрій окремих районів такі зміни:
  - у Березівському районі утворила Виноградненську сільраду з центром в селі Виноградне і сільській раді підпорядкувала село Садове Червоноармійської сільради;
  - у Красноокнянському районі передала село Розівку Малаївської сільради в підпорядкування Дубівській сільській раді;
  - у Миколаївському районі утворила Настасіївську сільраду з центром в селі Настасіївка і сільській раді підпорядкувала села Новогригорівка і Піщана Петрівка Андрієво-Іванівської сільради;
  - у Саратському районі утворила Долинську сільраду з центром селі Долинка; у Ширяївському районі утворила Новоандріївську сільрад центром в селі Новоандріївка і сільській раді підпорядкувала села Жовтневе, Зірка, Скосарівське Червонокутської сільради.

### Часи незалежної України

#### 1992
- 16 січня 1992 року Одеська обласна рада внесла в адміністративно-територіальний устрій окремих районів такі зміни[136]:
  - у Білгород-Дністровському районі утворила Краснокосянську сільраду з центром в селі Красна Коса;
  - у Кодимському районі утворила Малослобідську сільраду з центром в селі Мала Слобідка;
  - в Овідіопольському районі утворила Мар'янівську сільраду з центром в селі Мар'янівка;
  - у Тарутинському районі передала Міняйлівську і Старосільську сільради до складу Саратського району.
- 21 квітня Одеська обласна рада внесла в адміністративно-територіальний поділ окремих районів такі зміни:
  - у Арцизькому районі утворила Надеждівську сільраду з центром в селі Надеждівка;
  - у Берегівському районі утворила сільради: Шевченківську з центром в селі Шевченкове; Златоустівську з центром в селі Златоустове і сільській раді підпорядкувала село Софіївка Гуляївської сільради;
  - у Білгород-Дністровському районі утворила Новоцаричакську сільраду з центром в селі Нова Царичанка;
  - у Ширяївському районі відновила село Трудолюбівка, раніше об'єднане з селом Григорівка, взяла його на облік і підпорядкувала Олександрівській сільській раді.
- 23 липня Одеська обласна рада внесла в адміністративно-територіальний поділ окремих районів такі зміни:
  - у Балтському районі утворила Гербинську сільраду з центром в селі Гербине;
  - у Березівському районі утворила Червоноволодимирівську сільраду з центром в селі Червоноволодимирівка і сільській раді підпорядкувала села Котовське та Юркове Яснопільської сільради;
  - у Білгород-Дністровському районі відновила село Зелене, раніше об'єднане з селом Олексіївка, взяла його на облік і підпорядкувала Маразліївській сільській раді.
- 15 жовтня 1992 року Одеська обласна рада у Ширяївському районі відновила село Канцурове, об'єднане з селом Григорівка та село Гребенюки, раніше об'єднане з селом Олександрівка, взяла їх на облік і підпорядкувала Олександрівський сільській раді.

#### 1993
- 3 лютого смт Южне Суворівського району міста Одеси віднесено до категорії міст обласного підпорядкування.[137]
- 18 травня Одеська обласна рада внесла в адміністративно-територіальний поділ окремих районів такі зміни[138]:
  - у Білгород-Дністровському районі утворила Софіївську сільраду з центром в селі Софїївка;
  - у Комінтернівському районі передала село Пшонянове Дмитрівської сільради у підпорядкування Кордонській сільраді;
  - у Татарбунарському районі утворила Кочкуватську сільраду з центром в селі Кочкувате;
  - у Ширяївському районі утворила Бранкованівську сільраду з центром в селі Бранкованове і сільській раді підпорядкувала село Самійлівку Чогодарівської сільради.
- 8 червня Одеська обласна рада в Іванівському районі відновила село Соколове, раніше об'єднане з селом Джугастрове Калинівської сільради, взяла його на облік і підпорядкувала Калинівській сільській раді.
- 2 липня Одеська обласна рада внесла в адміністративно-територіальний поділ окремих районів такі зміни:
  - в Ананьївському районі утворила Байтальську сільраду з центром у селі Байтали;
  - у Любашівському районі утворила Покровську сільраду з центром в селі Покровка та передала село Шайтанка Маловасилівської сільради у підпорядкування Троїцькій сільській Раді;
  - у Тарутинському районі утворила Малоярославецьку Другу сільраду з центром у селі Малоярославець Другий.
- 13 серпня Одеська обласна рада внесла в адміністративно-територіальний поділ окремих районів та міст такі зміни:
  - у Ширяївському районі відновила село Січневе, раніше об'єднане з селом Червоний Кут Червонокутської сільської ради, взяла його на облік і підпорядкувала Новоандріївській сільській Раді;
  - на території Іллічівської міської ради утворила сільради: Бурлачобалківську з центром в селі Бурлача Балка та Малодолинську з центром в селі Малодолинське.
- 20 грудня Одеська обласна рада в Комінтернівському районі утворила Новодофінівську сільраду з центром у селі Нова Дофінівка і сільській раді підпорядкувала село Вапнярка Фонтанської сільради

#### 1994
- 13 вересня 1994 року Одеська обласна рада
  - в Ананьївському районі зняла з обліку село Плоске Мардарівської сільради;
  - Мардарівську сільраду Ананьївського району[139] передано до складу Котовського району.[88]

#### 1995
- 10 січня Одеська обласна рада внесла в адміністративно-територіальний поділ окремих районів такі зміни:
  - у Балтському районі утворила Козацьку сільраду з центром у селі Козацьке;
  - у Великомихайлівському районі утворила Юрківську сільраду з центром у селі Юрківка і сільській раді підпорядкувала село Дзержинське Гребениківської сільради;
  - у Тарутинському районі утворила сільради: Ганнівську з центром у селі Ганнівка і сільській раді підпорядкувала село Новоселівка Лісненської сільради; Ламбрівську з центром у селі Ламбрівка.
- 2 березня відновлено селу Колісне Саратського району Одеської області колишнє найменування Кулевча.
- 6 квітня Президія Верховної Ради України постановила присвоїти населеному пункту Овідіопольського району Одеської області найменування — селище міського типу Авангард.
- 19 квітня Одеська обласна рада в Овідіопольському районі утворила Авангардівську селищну раду з центром в селищі міського типу Авангард.
- 30 травня Одеська обласна рада в Ананьївському районі виключила з облікових даних село Байбузівка Долинської сільради.
- 22 серпня Одеська обласна рада рішенням від 22 серпня 1995 року в Саратському районі перейменувала Колісненську сільраду на Кулевчанську.

#### 1996
- 3 квітня Одеська обласна рада внесла в адміністративно-територіальний поділ окремих районів такі зміни[140]:
  - у Березівському районі виключила з облікових даних село Галупів Демидівської сільради;
  - у Красноокнянському районі виключила з облікових даних село Вовче Римарівської сільради; у Саратському районі утворила Забарівську сільраду з центром у селі Забари.

#### 1997
- 21 лютого Одеська обласна рада внесла в адміністративно-територіальний устрій окремих районів такі зміни[141]:
  - у Березівському районі підпорядкувала Шевченківській сільській раді село Чигирин Ставківської сільради;
  - у Комінтернівському районі підпорядкувала Комінтернівській селищній раді село Улянівка Шомполівської сільради;
  - у Савранському районі утворила Байбузівську сільраду з центром у селі Байбузівка і Капустянську сільраду з центром у селі Капустянка;
  - у Ширяївському районі виключила з облікових даних село Вовкосафонове Старомаяківської сільради.
- 17 червня смт Теплодар — місто обласного підпорядкування.[137]
- 1 липня Одеська обласна рада в Любашівському районі виключила з облікових даних село Маломайорське Маловасилівської сільради.

#### 1998
- 17 липня Одеська обласна рада у Березівському районі взяла на облік селище міського типу Раухівка та утворила Раухівську селищну раду з центром в селищі міського типу Раухівка[142].
- 22 грудня Верховна Радаприсвоїла новоутвореному населеному пункту Березівського району Одеської області найменування — селище міського типу Раухівка.

#### 1999
- 20 серпня Одеська обласна рада в Берегівському районі виключила з облікових даних село Оленівка Ряснопільської сільради[143].
- У серпні 1999 року до складу Молдови (згідно з Додатковим протоколом до Договору з Україною) передана прибл. 480-метрова берегова лінія території Одеської області прилеглої до селища Джурджулешти під будівництво порту.

#### 2000
- 2 березня Верховна Рада включила у межі міста Біляївка Біляївського району Одеської області 839,4 гектара земель Біляївської міської ради і затвердити межі міста загальною площею 1742,2 гектара.
- 13 липня Верховна Рада включила в межі міста Южне Одеської області 779,34 гектара земель Южненської міської ради та 262,17 гектара земель Сичавської сільської ради Комінтернівського району і затвердити межі міста загальною площею 1041,51 гектара.
- 21 вересня Одеська обласна рада внесла в адміністративно-територіальний устрій окремих районів такі зміни:
  - у Комінтернівському районі утворила Каїрську сільраду з центром у селі Каїри і сільській раді підпорядкувала село Нове Селище Петрівської сільради;
  - в Овідіопольському районі утворила Новодолинську сільраду з центром у селі Нова Долина.
- 21 грудня Верховна Рада присвоїла новоутвореному населеному пункту Овідіопольського району Одеської області найменування — село Калаглія.

#### 2001
- 9 лютого Одеська обласна рада в Овідіопольському районі взяла на облік село Калаглія та утворила Калаглійську сільраду з центром у селі Калаглія[144].
- 23 червня Одеська обласна рада в Балтському районі виключила з облікових даних село Пашківка Білинської сільради.

#### 2002
- 7 лютого змінено межі міста Одеси за рахунок 46,0 гектара земель Усатівської сільради Біляївського району, 526,0 гектара земель Красносільської і 361,0 гектара земель Крижанівської сільради Комінтернівського району, 329,0 гектара земель Авангардівської селищної та 1078,0 гектара Таїровської селищної ради Овідіопольського району.[145] Було передано до відання Таїровської селищної ради Овідіопольського району 43,0 гектара земель міста Одеси і затверджено межі міста загальною площею 16242,0 гектара.
- 21 лютого Одеська обласна радана території Іллічівської міської ради[146]:
  - підпорядкувала Іллічівській міській раді смт Олександрівка Олександрівської селищної ради, с Бурлача Балка Бурлачобалківської і с Малодолинське Малодолинської сільрад;
  - ліквідувала Олександрівську селищну раду, Бурлачобалківську і Малодолинську сільради.

#### 2003
- 8 липня Одеська обласна рада у Савранському районі підпорядкувала Капустянській сільській раді села Білоусівка та Дубки Неділківської сільради.
- 9 липня Верховна Рада[147]:
- включила у межі міста Білгород-Дністровський Одеської області 53,4 гектара земель, які знаходились у віданні Бритівської сільської ради, 195,51 гектара земель — Салганської сільської ради Білгород-Дністровського району, 26,52 гектара земель, які знаходились безпосередньо у віданні Білгород-Дністровської районної ради, передано до відання Салганської сільської ради Білгород-Дністровського району 4,11 гектара земель міста Білгород-Дністровський і затвердила межі міста загальною площею 1910,32 гектара.
- включила у межі міста Іллічівськ Одеської області 1396,0 гектара земель, які знаходились у віданні Іллічівської міської ради, 99,37 гектара земель, які знаходились у віданні Молодіжненської сільської ради Овідіопольського району і затвердила межі міста Іллічівська загальною площею 2124,37 гектара.

#### 2004
- 2 квітня Одеська обласна рада у Фрунзенському районі виключила з облікових даних село Мар'янівку Першу Войничівської сільради[148].
- 4 червня Одеська обласна рада у Березівському районі виключила з облікових даних село Суха Верба Яснопільської сільради.

#### 2005
- 20 грудня Верховна Рада включила в межі міста Котовськ Одеської області 412,5 гектара земель, які знаходились у віданні Великофонтанської сільської ради, 359,5 гектара земель — Куяльницької сільської ради, 155,0 гектара земель — Любомирської сільської ради, 91,0 гектара земель — Новоселівської сільської ради, 35,0 гектара земель Олексіївської сільської ради Котовського району, та затвердити загальну площу міста 2544,0 гектара. Встановила межі міста Котовськ та затвердила відповідні зміни меж Котовського району[149].

#### 2006

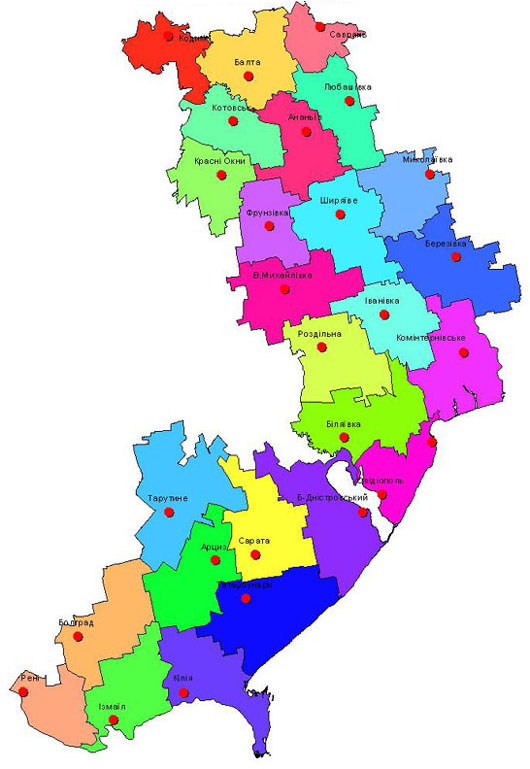
Адміністративно-територіальний поділ Одеської області станом на 2006 рік

- 27 січня Одеська обласна рада у Комінтернівському районі виключила з облікових даних село Грекова Сербківської сільради[150].
- 22 вересня Одеська обласна рада у Кодимському районі віднесла селище Федорівка Лисогірської сільради до категорії сіл.
- 10 листопада Одеська обласна рада внесла в адміністративно-територіальний устрій області наступні зміни:
  - у Котовському районі виключила з облікових даних село Павлівка Чапаєвської сільради;
  - у Любашівському районі виключила з облікових даних село Дмитрівка Новоселівської сільради та село Погреби Познанської сільради.
- 22 грудня Одеська обласна рада у Тарутинському районі виключила з облікових даних село Зелена Долина Новотарутинської сільради.

#### 2007
- 8 лютого Верховна Рада присвоїла населеному пункту Кілійського району Одеської області, що знаходився в межах Вилківської міської ради, найменування — селище Біле[151].
- 25 квітня Одеська обласна рада у Миколаївському районі виключила з облікових даних села Рождественка та Яковлеве Стрюківської сільради
- 17 серпня Одеська обласна рада у Ширяївському районі виключила з облікових даних село Ярове Миколаївської сільради.
- 9 листопада Одеська обласна рада в Ананьївському районі виключила з облікових село Стародачне Романівської сільради;
- 20 грудня Одеська обласна рада у Татарбунарському районі виключила з облікових даних село Роздольне Жовтоярської сільради.

#### 2008
- 29 лютого Одеська обласна рада в Тарутинському районі уточнила назву Серпнівської селищної ради на Серпневську[152].

#### 2009
- 20 березня Одеська обласна рада у місті Одеса виключити з облікових даних 4 райони у місті Одеса, а саме: Жовтневий, Іллічівський, Ленінський, Центральний[153].
- 20 березня Одеська обласна рада у Кілійському районі взяла на облік і підпорядкувала Вилківській міській раді новоутворений населений пункт — селище Біле.
- 30 жовтня Одеська обласна рада у Кодимському районі перейменувала Пиріжненську сільраду на Пиріжнянську.

#### 2010
- 24 лютого Одеська обласна рада у Ширяївському районі виключила з облікових даних село Петрівське Жовтневої сільради[154].
- 12 травня Одеська обласна рада у Любашівському районі виключила з облікових даних село Корніївка Агафіївської сільради.

#### 2011
- У червні 2011 року (de jure з 2001 р.) зі складу Молдови (згідно з Додатковим протоколом до Договору з Україною) передано у користування 7,7-кілометрову ділянку дороги Одеса — Рені E87 (М15) в районі села Паланка, що з'єднує південну і північну частини Одеської області (в північний обхід Дністровського лиману).

#### 2012
- 6 липня Одеська обласна рада у Білгород-Дністровському районі віднесла селище Привітне Салганської сільради до категорії сіл[155].
- 31 грудня Уточнено категорію населенного пункту Пасічне Надеждинської сільради Саратського району з села на селище.

#### 2013
- 4 липня Одеська обласна рада у Березівському районі виключила з облікових даних село Лукашівка Демидівської сільради[156].

#### 2014
- Відсутні зміни

З 2015–20 рр. проводилась адміністративно-територіальна реформа з утворенням територіальних громад.

#### 2015
Протягом року створено 8 ОТГ, які об'єднали 40 рад: 2 міських, 1 селищну і 37 сільських.
- 7 серпня у Татарбунарському районі Безім'янська та Тузлівська сільради рішеннями об'єдналися в Тузлівську сільську територіальну громаду з адміністративним центром у селі Тузли включивши до її складу села Безім'янка, Весела Балка, Веселе, Лебедівка, Новомихайлівка та Садове.
- 12 серпня Одеська обласна рада утворила об'єднані територіальні громади[159]:
  - у Балтському районі: Балтську міську територіальну громаду шляхом об'єднання Балтської міської ради, Бендзарівської, Білинської, Борсуківської, Гольм'янської, Кармалюківської, Козацької, Коритненської, Лісничівської, Миронівської, Обжильської, Оленівської, Пасатської, Пасицелівської, Переймівської, Перелітської, Саражинської сільрад включивши до її складу місто Балта та села Акулинівка, Андріяшівка, Бендзари, Березівка, Білине, Борсуки, Відрада, Гольма, Євтодія, Зелений Гай, Кармалюківка, Козацьке, Коритне, Лісничівка, Мирони, Мошняги, Немирівське, Обжиле, Оленівка, Пасат, Пасицели, Перейма, Перельоти, Петрівка, Саражинка, Семено-Карпівка, Харитинівка і встановила адміністративний центр Балтської міської територіальної громади у місті Балта;
  - у Березівському районі: Розквітівську сільську територіальну громаду шляхом об'єднання Анатолівської, Розквітівської та Ставківської сільрад включивши до її складу села Анатолівка, Антонівка, Веселе, Данилівка, Котовське, Красне, Кринички, Нейкове, Онорівка, Рівне, Розквіт, Ставкове, Червоний Агроном, Шутове і встановила адміністративний центр Розквітівської сільської територіальної громади у селі Розквіт;
  - у Березівському районі: Червоноармійську сільську територіальну громаду шляхом об'єднання Виноградненської та Червоноармійської сільрад включивши до її складу села Виноградне, Садове, Семихатки, Травневе, Улянівка, Червоноармійське і встановила адміністративний центр Червоноармійської сільської територіальної громади у селі Червоноармійське; у Білгород-Дністровському районі:
  - у Березівському районі: Маразліївську сільську територіальну громаду шляхом об'єднання Великомар'янівської, Маразліївської та Широківської сільрад включивши до її складу села Великомар'янівка, Долинівка, Зелене, Маразліївка, Олексіївка, Полянка, Романівка, Широке і встановила адміністративний центр Маразліївської сільської територіальної громади у селі Маразліїв:
  - у Біляївському районі: Біляївську міську територіальну громаду шляхом об'єднання Біляївської міської ради та Майорівської сільради включивши до її складу місто Біляївка, села Майори, Повстанське і встановила адміністративний центр Біляївської міської територіальної громади у місті Біляївка;
  - у Великомихайлівському районі: Великомихайлівську селищну територіальну громаду шляхом об'єднання Великомихайлівської селищної та Великокомарівської, Гребениківської, Комарівської, Новопетрівської, Новоселівської, Полезненської, Стоянівської, Юрківської сільрад включивши до її складу селище міського типу Велика Михайлівка та села Артема, Багачеве, Бессарабка, Вакарське, Великокомарівка, Василівка, Водяне, Гіржове, Гірське, Гребеники, Грушка, Дзержинське, Дівоцьке, Кардамичеве, Комарівка, Муратове, Новопетрівка, Новоселівка, Платонівка, Полезне, Стоянове, Трохимівка, Фрасине, Юрківка і встановила адміністративний центр Великомихайлівської селищної територіальної громади у селищі міського типу Велика Михайлівка;
  - у Комінтернівському районі: Красносільську сільську територіальну громаду шляхом об'єднання Красносільської та Свердловської сільрад включивши до її складу села Іллічівка, Корсунці, Красносілка, Кубанка, Новокубанка, Переможне, Свердлове і встановила адміністративний центр Красносільської сільської територіальної громади у селі Красносілка.
- 26 жовтня у зв'язку з припиненням повноважень рад, що об'єдналися у Балтську міську територіальну громаду виключено з облікових даних Балтську міську, Бендзарівську, Білинську, Борсуківську, Гольм'янську, Кармалюківську, Козацьку, Уоритненську, Лісничівську, Миронівську, Обжильську Оленівську, Пасатську, Пасицелівську, Переймівську, Перелітську, Саражинську сільські ради Балтського району. Включено в облікові дані Балтську міську раду Балтської міської територіальної громади
- 4 листопада у зв'язку з припиненням повноважень рад, що об'єдналися у Маразліївську, Розквітівську, Червоноармійську сільські територіальні громади з 4 листопада 2015 року виключено з облікових даних Анатолівську, Виноградненську, Розквітівську, Ставківську, Червоноармійську сільські ради Березівського району, Великомар'янівську. Маразліївську, Широківську сільські ради Білгород-Дністровського району. Включено в облікові дані Розквітівську сільську раду Розквітівської сільської територіальної громади, Червоноармійську сільську раду Червоноармійської сільської територіальної громади Березівського району та Маразліївську сільську раду Маразліївської сільської територіальної громади Білгород-Дністровського району.
- 5 листопада у зв'язку з припиненням повноважень рад, що об'єдналися у Біляївську міську, Красносільську, Тузлівську сільські територіальні громади з 5 листопада 2015 року виключено з облікових даних Біляївську міську, Майорівську сільську ради Біляївського району, Красносільську, Свердловську сільські ради Комінтернівського району, Безім'янську, Тузлівську сільські ради Татарбунарського району. Включено в облікові дані Біляївську міську раду Біляївської міської територіальної громади Біляївського району, Красносільську сільську раду Красносільської сільської територіальної громади Комінтернівського району та Тузлівську сільську раду Тузлівської сільської територіальної громади Татарбунарського району.
- 27 листопада у зв'язку з припиненням повноважень рад, що об'єдналися у Великомихайлівську селищну територіальну громаду виключено з облікових даних Великомихайлівську селищну, Великокомарівську, Гребениківську, Комарівську, Новопетрівську, Новоселівську, Полезненську, Стоянівську, Юрківську сільські ради Великомихайлівського району. Включено в облікові дані Великомихайлівську селищну раду Великомихайлівської селищної територіальної громади.
- На 4 грудня КМУ затвердив перспективні плани 24 громад у області.

#### 2016
- Згідно Постанови Верховної Ради України від 4 лютого 2016 року № 985-VIII м. Балта Балтського району віднесено до категорії міст обласного значення. Постановою Верховної Ради України від 27 січня 2016 року № 944-VIII м. Біляївка Біляївського району віднесено до категорії міст обласного значення.
- Згідно Закону України „Про добровільне об'єднання територіальних громад“ у 2016 році набуло чинності рішення Одеської обласної ради від 12 серпня 2015 року № 1417-VI (Відомості Верховної Ради України» від 12.02.2016 р. № 7) стосовно об'єднання:
  - у Балтському районі Бендзарівської, Білинської, Борсуківської, Гольм'янської, Кармалюківської, Козацької, Коритненьської, Лісничівської, Миронівської, Обжильської, Оленівської, Пасатської, Пасицелівської, Переймівської, Перелітської та Саражинської сільських рад у Балтську міську об'єднану територіальну громаду;
  - у Біляївському районі Біляївської міської ради та Майорівської сільради об'єднання у Біляївську міську територіальну громаду;
  - у Білгород-Дністровському районі Великомар'янівської, Маразліївської та Широківської сільських рад об'єднання у Маразліївську сільську територіальну громаду;
  - у Березівському районі Анатолівської, Розквітівської та Ставківської сільських рад об'єднання у Розквітівську сільську територіальну громаду;
  - у Березівському районі Виноградненської та Червоноармійської сільрад об'єднання у Червоноармійську сільську територіальну громаду
  - у Великомихайлівському районі Великомихайлівської селищної та Великокомарівської, Гребениківської, Комарівської, Новопетрівської, Новоселівської, Полезненської, Стоянівської, Юрківської сільрад об'єднання в Великомихайлівську селищну територіальну громаду;
  - у Лиманському районі (колишньому Комінтернівському) районі Красносільської та Свердловської сільрад об'єднання у Красносільську сільську територіальну громаду.
- 18 серпня у Іванівському районі Калинівська, Коноплянська та Михайлопільська сільські ради об'єдналися у Коноплянську сільську територіальну громаду з адміністративним центром у селі Конопляне включивши до її складу села Богунове, Вовкове, Гудевичеве, Джугастрове, Калинівка, Козлове, Люботаївка, Марціянове, Михайлопіль, Новакове, Силівка, Соколове, Тарасівка та Шерове.
- 18 серпня на територіях Великомихайлівського, Іванівського та Ширяївського районів: Великозименівська, Цибулівська, Чапаєвська сільські ради Великомихайлівського району, Радісненська селищна, Червонознам'янська сільська ради Іванівського району та Новоєлизаветівська сільська рада Ширяївського району об'єдналися у Червонознам'янську сільську територіальну громаду з адміністративним центром у селі Знам'янка, включивши до її складу села Великозименове, Воробіївка, Воробйове, Малозименове, Марціянове, Поліно-Осипенкове, Цибулівка, Юрашеве Великомихайлівського району, селище міського типу Радісне Іванівського району, села Новоєлизаветівка, Новопетрівка Друга, Новопетрівка Перша, Новостепанівка, Сирітське Друге, Сирітське Перше, Софіївка та Стара Єлизаветівка Ширяївського району.
- 1 вересня у Ширяївському районі Ширяївська селищна, Макарівська, Мар'янівська, Олександрівська та Осинівська сільські ради об'єдналися у Ширяївську селищну територіальну громаду з адміністративним центром у селищі міського типу Ширяєве включивши до її складу села Виноградівка, Гребенюки, Григорівка, Йосипівка, Канцурове, Макарове, Мар'янівка, Новогуляївка, Одаї, Олександрівка, Олександро-Вовкове, Осинівка, Подільці, Суха Журівка, Трудолюбівка, Флоринське та Яринославка.
- 8 вересня у Захарівському (Фрунзівському) районі Затишанська селищна та Ленінська сільська ради об'єдналися у Затишанську селищну територіальну громаду з адміністративним центром у селищі міського типу Затишшя включивши до її складу села Андрусова, Весела Балка, Володимирівка, Гедеримове Перше, Дружелюбівка, Загір'я, Іванівка, Краснопіль, Малорошове, Нова Григорівка, Скинешори та Торосове (Леніна).
- 27 жовтня у Біляївському районі Троїцька та Яськівська сільські ради об'єдналися у Яськівську сільську територіальну громаду з адміністративним центром у селі Яськи включивши до її складу село Троїцьке.

Перейменування у рамках декомунізації :
Лютий:
- місто Іллічівськ на місто Чорноморськ;
- село Воровського Миколаївської селищної ради Миколаївського району на село Ставкове;

Березень:
- селище Жовтнева Революція Хлібодарської селищної ради Біляївського району на селище Радісне;
- село Петровського Сербківської сільської ради Комінтернівського району на село Вишневе;
- село Жовтневе Любашівської селищної ради Любашівського району на село Вишневе;
- село Леніне Фрунзівського району на село Торосове;

Травень:
- Котовський район → Подільський район[137]
- Красноокнянський — на Окнянський район
- Фрунзівський — на Захарівський район
- Жовтнева сільська рада Болградського району перейменувала Жовтневу сільську раду на Каракуртську
- село Червонознам'янка Іванівського району Одеської області на село Знам'янка;
- село Матроська Ізмаїльського району Одеської області на село Матроска;
- село Червона Зірка Балтського району на село Шумилове;
- село Вовкове Березівського району на село Танівка;
- село Жовтнівка Березівського району на село Виноград;
- село Котовське Розквітівської сільської ради Березівського району на село Чудське;
- село Червоноармійське Березівського району на село Новокальчеве;
- село Червоноволодимирівка Березівського району на село Михайлівка;
- село Котовка Біляївського району на село Латівка;
- село Петрівське Великомихайлівського району на село Полішпакове;
- село Чапаєве Великомихайлівського району на село Воробіївка;
- село Благоєве Іванівського району на село Великий Буялик;
- село Леніна Іванівського району на село Букачі;
- село Котовці Кодимського району на село Сергіївка;
- село Благоєве Комінтернівського району на село Христо-Ботеве;
- село Петрівка Комінтернівського району на село Курісове;
- село Червона Нива Комінтернівського району на село Тилігульське;
- село Куйбишевське Котовського району на село Казбеки;
- село Чапаєвка Куяльницької сільської ради Котовського району на село Малий Куяльник;
- село Чапаєвка Чапаєвської сільської ради Котовського району на село Ставки;
- селище міського типу Красні Окни Красноокнянського району на селище міського типу Окни;
- село Мізікевича Овідіопольського району на село Лиманка;
- село Жовтневе Тарутинського району на село Матильдівка;
- селище міського типу Фрунзівка Фрунзівського району на селище міського типу Захарівка;
- село Петрівське Ширяївського району на село Жуковське;
- село Червоний Кут Ширяївського району на село Чорний Кут;
- село Жовтневе Старомаяківської сільської ради Ширяївського району на село Буци;[160].
- село Кірове Комінтернівського району на село Трояндове;
- село Ухожани Балтського району на село Новополь;
- село Котовське Червоноволодимирівської сільської ради Березівського району на село Котовка;
- село Червоний Агроном Березівського району на село Вишневе;
- село Ленінське Перше Біляївського району на село Сонячне;
- село Петрівське Біляївського району на село Петрове;
- село Чапаєве Біляївського району на село Тихе;
- село Червона Зірка Біляївського району на село Зоряне;
- селище Червоний Розселенець Біляївського району на селище Розселенець;
- село Жовтневе Болградського району на село Каракурт;
- село Нове Жовтневе Болградського району на село Новий Каракурт;
- село Червоноармійське Болградського району на село Кубей;
- село Артема Великомихайлівського району на село Трудомирівка;
- село Благоєве Великомихайлівського району на село Мартове;
- село Дзержинське Великомихайлівського району на село Єрмішкове;
- село Кірове Великомихайлівського району на село Вишневе;
- село Незаможник Великомихайлівського району на село Заможне;
- село Щорсове Іванівського району на село Шеметове;
- село Іллічівка Комінтернівського району на село Ілічанка;
- село Свердлове Комінтернівського району на село Іванове;
- місто Котовськ на місто Подільськ;
- селище Червоний Орач Красноокнянського району на селище Новий Орач;
- село Ленінталь Овідіопольського району на село Лібенталь;
- село Кірове Роздільнянського району на село Благодатне;
- село Ленінське Друге Роздільнянського району на село Новодмитрівка Друга;
- село Піонерське Роздільнянського району на село Виноградівка;
- село Дмитрівка Татарбунарського району на село Дельжилер;
- село Жовтень Ширяївського району на село Петровірівка;
- село Орджонікідзе Ширяївського району на село Армашівка;
- село Жовтневе Орджонікідзевської сільської ради Ширяївського району на село Крижанівка;
- село Жовтневе Новоандріївської сільської ради Ширяївського району на село Докторове;

Червень:
- Комінтернівський район Одеської області перейменовано на Лиманський район[137]
- центр району селище міського типу Комінтернівське у Доброслав.
- Фрунзівська районна рада перейменувала Фрунзвську районну раду на Захарівську.
- Красноокнянська районна рада перейменувала Красноокнянську районну раду на Окнянську.
- Фрунзівська селищна рада Захарівського району перейменувала Фрунзівську селищну раду на Захарівську.
- Чапаєвська сільська рада перейменувала Чапаєвську сільську раду на Ставківську.
- Красноокнянська селищна рада перейменувала Красноокнянську селищну раду на Окнянську.
- Червоноармійська сільська рада Червоноармійської сільської територіальної громади Березівського району перейменувала Червоноармійську сільську територіальну громади та Червоноармійську сільську раду на Новокальчевську.
- Комінтернівська селищна рада Лиманського району перейменувала Комінтернівську селищну раду на Доброславську.
- Комінтернівська районна рада у Лиманському районі перейменувала Комінтернівську районну раду на Лиманську.

Липень
- Жовтнева сільська рада Ширяївського району про перейменування Жовтневої сільської ради на Петровірівську;
- Орджонікідзевська сільська рада Ширяївського району про перейменування Орджонікідзевської сільської ради на Армашівську.

Серпень
- Петрівська сільська рада Лиманського району перейменувала Петрівську сільську раду на Курісовську.
- Ленінської сільської ради про перейменування Ленінської сільської ради на Торосівську;

Вересень
- Червонознам'янська сільська рада Іванівського району перейменувала Червонознам'янську сільську раду на Знам'янську.
- Благоєвська сільська рада Іванівського району перейменувала Благоєвську сільську раду на Великобуялицьку.

Жовтень
- Червоноармійська сільська рада Болградського району перейменувала Червоноармійську сільську раду на Кубейську.
- Ухожанська сільська рада Балтського району про перейменування Ухожанської сільської ради на Новопольську;

Листопад
- у Лиманському районі Кіровська сільська рада перейменувала Кіровську сільську раду на Трояндівську.
- у Великомихайлівському районі Петрівська сільська рада перейменувала Петрівську сільську раду на Полішпаківську.

Грудень
- Чапаєвська сільська рада Великомихайлівського району перейменувала Чапаєвську сільську раду на Воробіївську.

#### 2017
- Протягом року створено 14 ОТГ (Березівська і Вилківська міські ОТГ, Авангардівська, Цебриківська, Таїровська селищні ОТГ, Шабівська, Куяльницька, Лиманська, Маяківська, Старокозацька, Дальницька, Знам'янська, Яськівська та Мологівська сільські ОТГ).

#### 2018
- Протягом року створено 7 ОТГ[161] (Кілійська міська, Любашівська, Зеленогірська, Окнянська, селищні та Визирська, Великобуялицька і Великоплосківська сільські ОТГ).
- Загалом станом на 2018 рік на території області у рамках децентралізації утворено та відбулися перші вибори голів та депутатів місцевих рад у 25 об'єднаних територіальних громадах (ОТГ).
- 12 червня 2018 року села Новопетрівка Перша та Новопетрівка Друга Ширяївського району об'єднані у село Новопетрівка[162].

2019
- 26 березня Знам'янська сільська рада Червонознам'янської сільської територіальної громади Іванівського району перейменувала Червонознам'янську сільську територіальну громаду на Знам'янську .
- 19 червня адміністративний центр Кіровської сільської ради Роздільнянського району перенесений з села Благодатне у село Калантаївка, а Кіровську сільську раду перейменовано на Калантаївську.
- 5 липня у зв'язку з припиненням повноважень рад, що об'єдналися у Великоплосківську сільську територіальну громаду, виключено з облікових даних Великоплосківську, Новосавицьку, Слов'яносербську, Тростянецьку сільські ради Великомихайлівського району. Включено в облікові дані Великоплосківську сільську раду Великоплосківської сільської територіальної громади.
- 15 липня у зв'язку з припиненням повноважень рад, що об'єдналися у Великобуялицьку сільську територіальну громаду, виключено з облікових даних Петрівську селищну, Великобуялицьку сільську ради Іванівського району. Включено в облікові дані Великобуялицьку сільську раду Великобуялицької сільської територіальної громади.
- 16 липня у зв'язку з припиненням повноважень рад, що об'єдналися у Визирську сільську територіальну громаду, виключено з облікових даних Визирську, Любопільську, Першотравневу сільські ради Лиманського району. Включено в облікові дані Визирську сільську раду Визирської сільської територіальної громади.
- 18 липня у зв'язку з припиненням повноважень рад, що об'єдналися у Зеленогірську селищну територіальну громаду, виключено з облікових даних Зеленогірську селищну, Гвоздавську, Познанську, Ясенівську сільські ради Любашівського району. Включено в облікові дані Зеленогірську селищну раду Зеленогірської селищної територіальної громади.

#### 2020
- 27 травня 2020 року Кабінет Міністрів затвердив розпорядження про затвердження перспективного плану формування територій 91 громади Одеської області[163].
- 17 липня 2020 року у рамках адміністративно-територіальної реформи було ліквідовано 26 попередніх та утворено 7 укрупнених районів:

Березівський, Білгород-Дністровський, Болградський, Ізмаїльський, Одеський, Подільський та Роздільнянський райони.
- Ліквідовані райони: Ананьївський, Арцизький, Балтський, Біляївський (на його основі утворено Одеський), Великомихайлівський, Захарівський, Іванівський, Кілійський, Кодимський, Лиманський, Любашівський, Миколаївський, Овідіопольський,Окнянський, Ренійський, Савранський, Саратський, Тарутинський, Татарбунарський, Ширяївський.

## Населені пункти, зняті з обліку
Населені пункти, зняті з обліку у зв'язку з переселенням жителів (з 01.01.1986 по 01.07.2020)
| Назва               | Сільська рада   | Район                  | Дата рішення | Рада, що ухвалила рішення | Дата опублікування | «Відомості Верховної Ради України» номер статті або сторінка |
| ------------------- | --------------- | ---------------------- | ------------ | ------------------------- | ------------------ | ------------------------------------------------------------ |
| с. Байбузівка       | Долинська       | Ананьївський           | 30.05.1995   | Одеська обласна рада      | 20.06.1995         | 25, стор. 585                                                |
| с. Богданове Друге  | Войничівська    | Фрунзівський           | 12.05.1988   | Одеська обласна рада      | 14.06.1988         | 24, стор. 530                                                |
| с. Вовкосафонове    | Старомаяківська | Ширяївський            | 21.02.1997   | Одеська обласна рада      | 24.04.1997         | 15, стор.252                                                 |
| с. Вовче            | Римарівська     | Красноокнянський       | 03.04.1996   | Одеська обласна рада      | 04.06.1996         | 23, стор. 308                                                |
| с. Галупів          | Демидівська     | Березівський           | 03.04.1996   | Одеська обласна рада      | 04.06.1996         | 23, стор. 308                                                |
| с. Грекова          | Сербківська     | Комінтернівський       | 27.01.2006   | Одеська обласна рада      | 31.03.2006         | 13, стор.548                                                 |
| с. Десинорове       | Василівська     | Фрунзенський           | 20.01.1987   | Одеська обласна рада      | 10.02.1987         | 6, стор. 78-79                                               |
| с. Дмитрівка        | Новоселівська   | Любашівський           | 10.11.2006   | Одеська обласна рада      | 26.01.2007         | 4, стор.114                                                  |
| с. Журавське        | Цебриківська    | Ширяївський            | 12.06.2018   | Одеська обласна рада      | 30.11.2018         | 48, с. 58                                                    |
| с. Зелена Долина    | Новотарутинська | Тарутинський           | 22.12.2006   | Одеська обласна рада      | 16.03.2007         | 11, стор.506                                                 |
| с. Капрани          | Сербківська     | Комінтернівський       | 10.02.1987   | Одеська обласна рада      | 03.03.1987         | 9, стор. 140                                                 |
| с. Каратаєве        | Левадівська     | Миколаївський          | 12.05.1988   | Одеська обласна рада      | 14.06.1988         | 24, стор. 530                                                |
| с. Корніївка        | Агафіївська     | Любашівський           | 12.05.2010   | Одеська обласна рада      | 01.10.2010         | 39, стор.1434                                                |
| с. Косареве         | Станіславська   | Котовський             | 20.01.1987   | Одеська обласна рада      | 10.02.1987         | 6, стор. 78-79                                               |
| с. Кочурівка        | Войничівська    | Фрунзівський           | 22.05.1990   | Одеська обласна рада      | 26.06.1990         | 26, стор. 543                                                |
| с. Кошари           | Олексіївська    | Котовський             | 20.01.1987   | Одеська обласна рада      | 10.02.1987         | 6, стор. 78-79                                               |
| с. Кругляк          | Станіславська   | Котовський             | 20.01.1987   | Одеська обласна рада      | 10.02.1987         | 6, стор. 78-79                                               |
| с. Лукашівка        | Демидівська     | Березівський           | 04.07.2013   | Одеська обласна рада      | 13.09.2013         | 37, с, 2024                                                  |
| с. Маломайорське    | Маловасилівська | Любашівський           | 01.07.1997   | Одеська обласна рада      | 24.09.1997         | 36, стор. 647                                                |
| с. Мар'янівка Перша | Войничівська    | Фрунзівський           | 02.04.2004   | Одеська обласна рада      | 21.05.2004         | 20-21, стор.919-920                                          |
| с. Оленівка         | Ряснопільська   | Березівський           | 20.08.1999   | Одеська обласна рада      | 01.06.2000         | 1, стор.7                                                    |
| с. Павлівка         | Чапаєвська      | Котовський             | 10.11.2006   | Одеська обласна рада      | 26.01.2007         | 4, стор.114                                                  |
| с. Павлівка         | Адамівська      | Білгород-Дністровський | 22.05.1990   | Одеська обласна рада      | 26.06.1990         | 26, стор. 543                                                |
| с. Пашківка         | Білинська       | Балтський              | 23.06.2001   | Одеська обласна рада      | 09.11.2001         | 45, стор. 944                                                |
| с. Петрівка         | Новосамарська   | Красноокнянський       | 22.05.1989   | Одеська обласна рада      | 27.07.1989         | 26, стор. 283                                                |
| с. Петрівське       | Жовтнева        | Ширяївський            | 24.02.2010   | Одеська обласна рада      | 30.04.2010         | 16-17, стор.538                                              |
| с. Плоске           | Мардарівська    | Ананьївський           | 13.09.1994   | Одеська обласна рада      | 11.10.1994         | 41, стор. 1184                                               |
| с. Погреби          | Познанська      | Любашівський           | 10.11.2006   | Одеська обласна рада      | 26.01.2007         | 4, стор.114                                                  |
| с. Рождественка     | Стрюківська     | Миколаївський          | 25.04.2007   | Одеська обласна рада      | 26.10.2007         | 42-43, стор.1968                                             |
| с. Роздольне        | Жовтоярська     | Татарбунарський        | 09.11.2007   | Одеська обласна рада      | 29.02.2008         | 9, стор.310                                                  |
| с. Стародачне       | Романівська     | Ананьївський           | 09.11.2007   | Одеська обласна рада      | 29.02.2008         | 9, стор.310                                                  |
| с. Суха Верба       | Яснопільська    | Березівський           | 04.06.2004   | Одеська обласна рада      | 27.08.2004         | 35, стор.1400                                                |
| с. Тернувате        | Антонюківська   | Миколаївський          | 12.05.1988   | Одеська обласна рада      | 14.06.1988         | 24, стор. 530                                                |
| с. Унтилівка        | Перехрестівська | Фрунзівський           | 10.02.1987   | Одеська обласна рада      | 03.03.1987         | 9, стор. 140                                                 |
| с. Шевченка         | Комінтернівська | Комінтернівський       | 10.02.1987   | Одеська обласна рада      | 03.03.1987         | 9, стор. 140                                                 |
| с. Яковлеве         | Стрюківська     | Миколаївський          | 25.04.2007   | Одеська обласна рада      | 26.10.2007         | 42-43, стор.1968                                             |
| с. Ярове            | Миколаївська    | Ширяївський            | 17.08.2007   | Одеська обласна рада      | 26.10.2007         | 42-43, стор 1968                                             |
| с. Ясногородка      | Тузлівська      | Татарбунарський        | 20.01.1987   | Одеська обласна рада      | 10.02.1987         | 6, стор. 78-79                                               |

### Карти території Одеської області різних часів

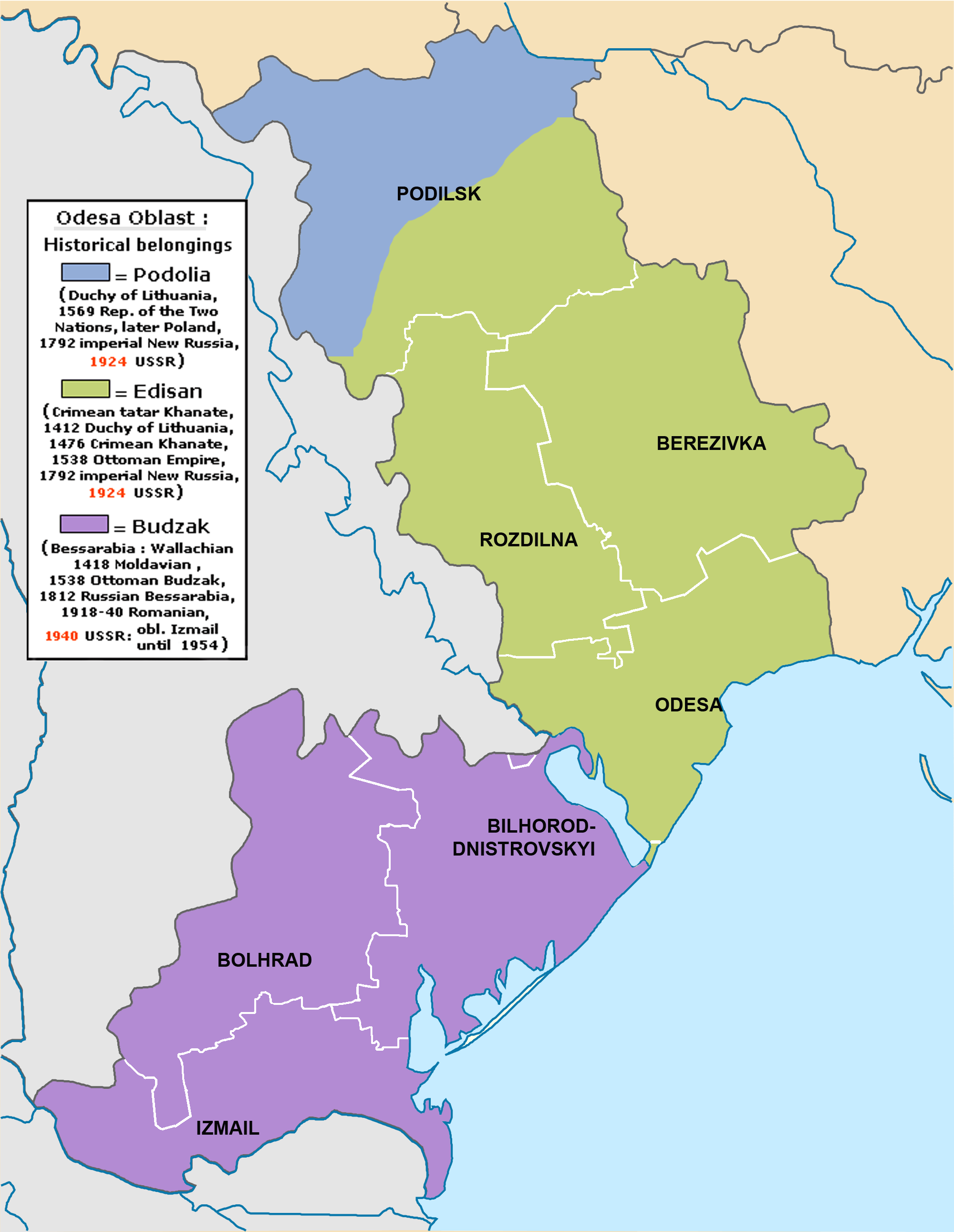
Історичне утворення області
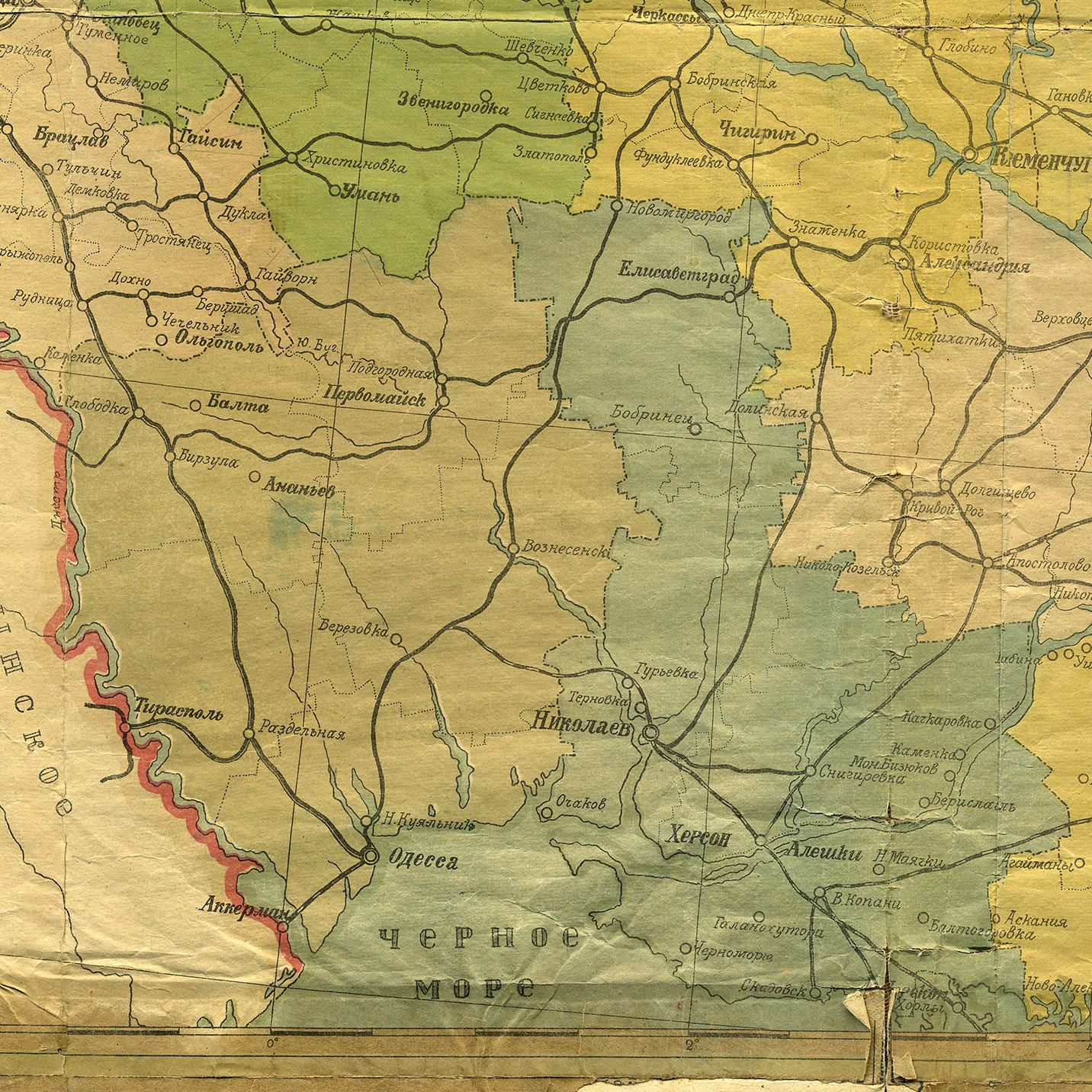
Карта Одеської та Миколаївської губерній, 1921
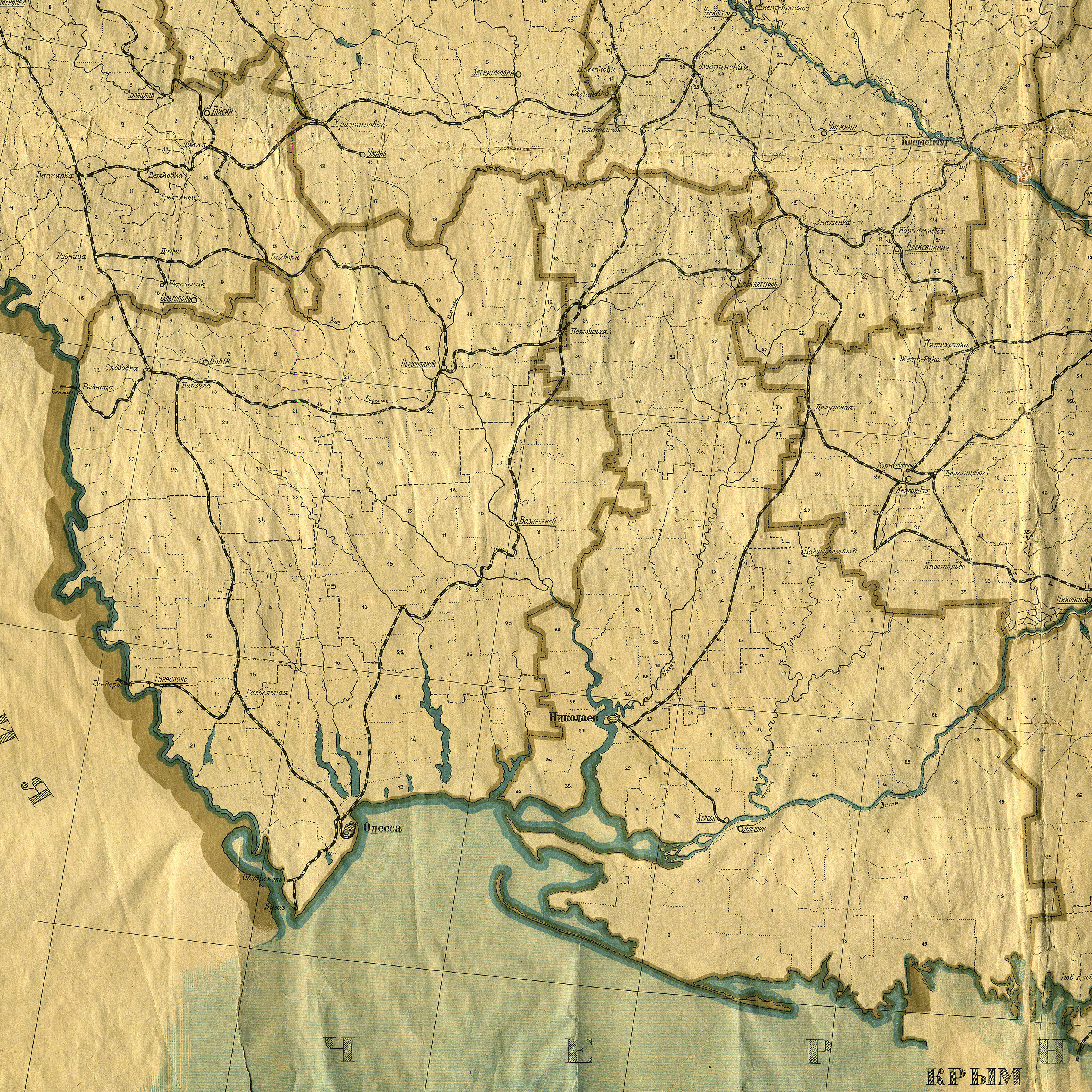
Карта Одеської та Миколаївської губерній, 1921
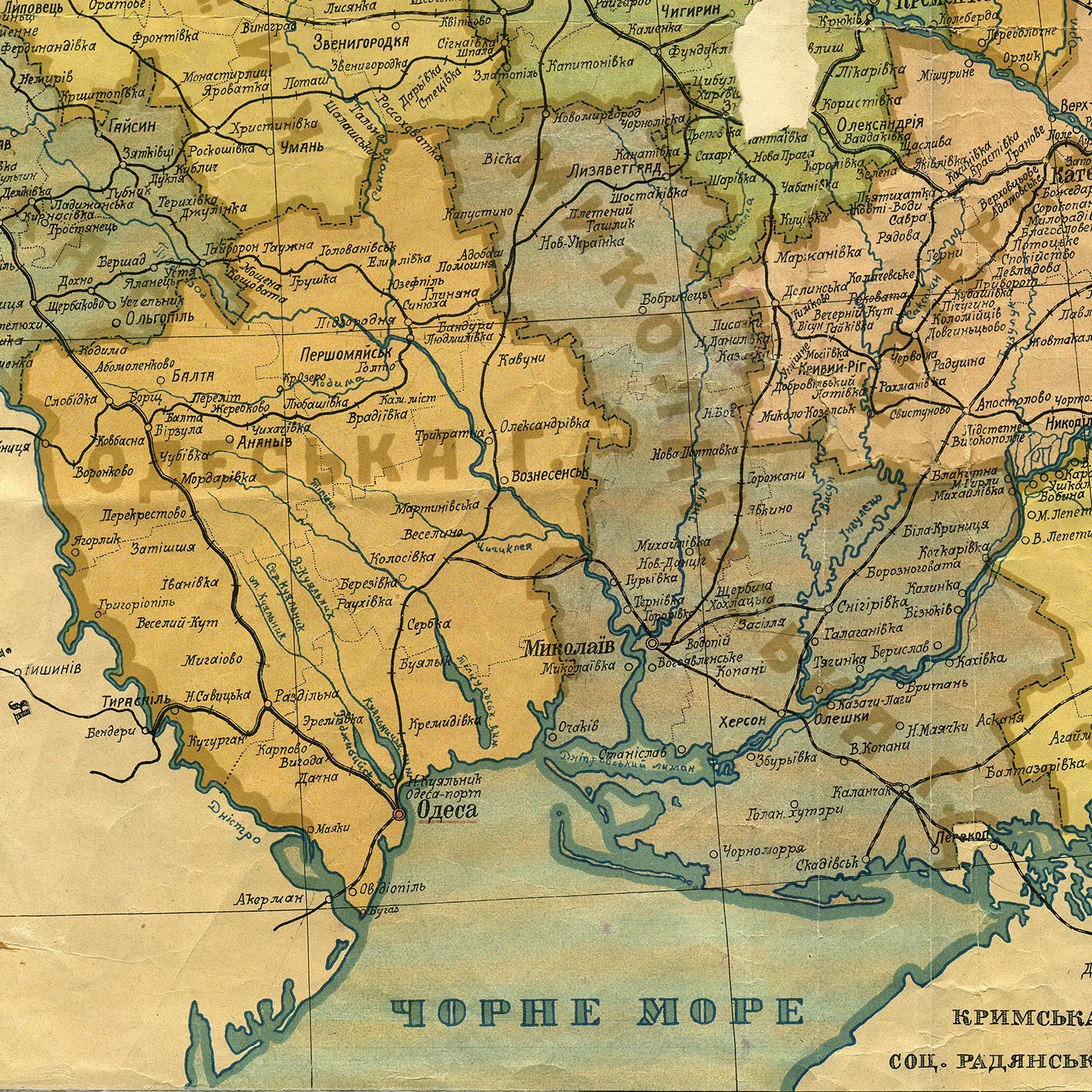
Карта Одеської та Миколаївської губерній, 1922
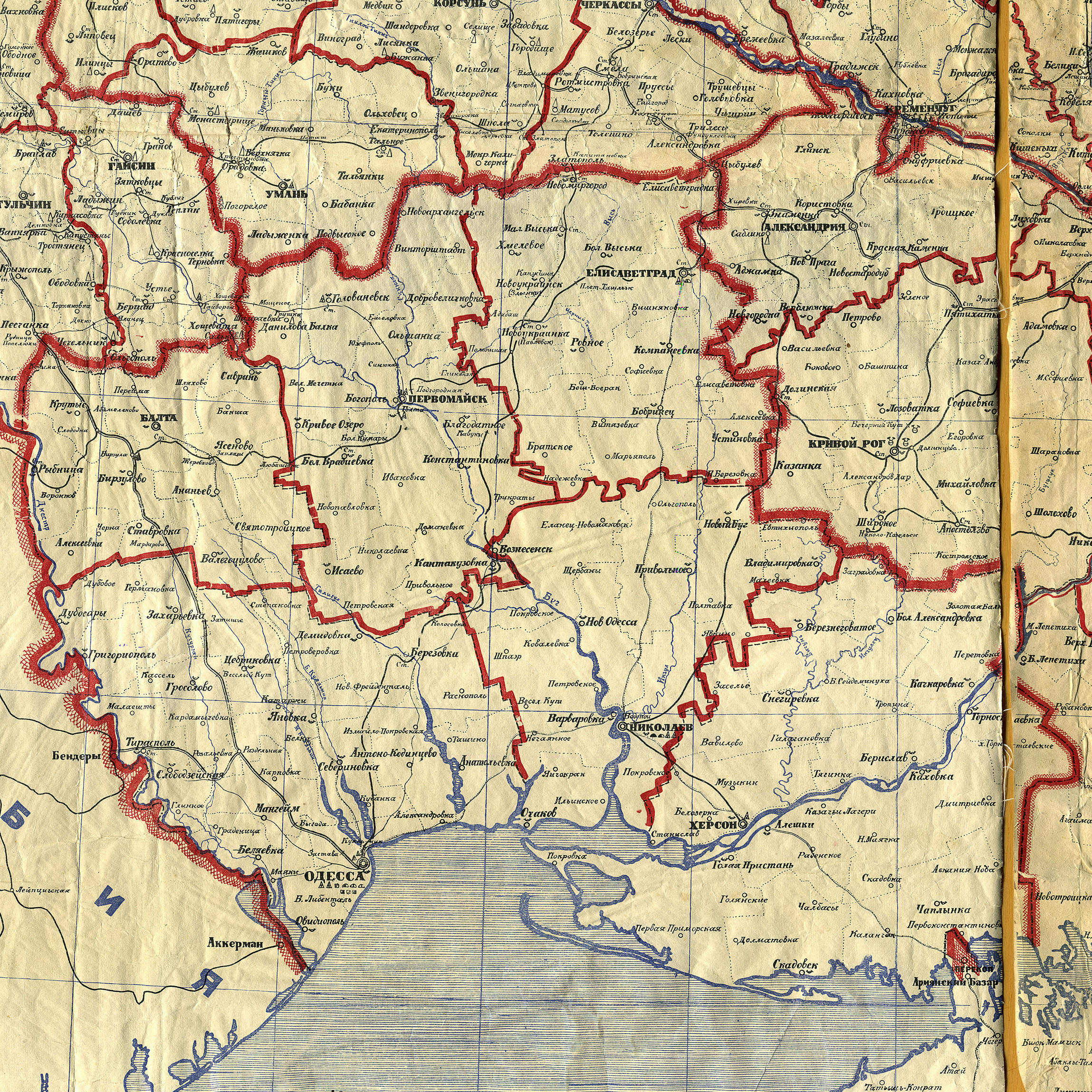
Карта Одеської губернії, 1923
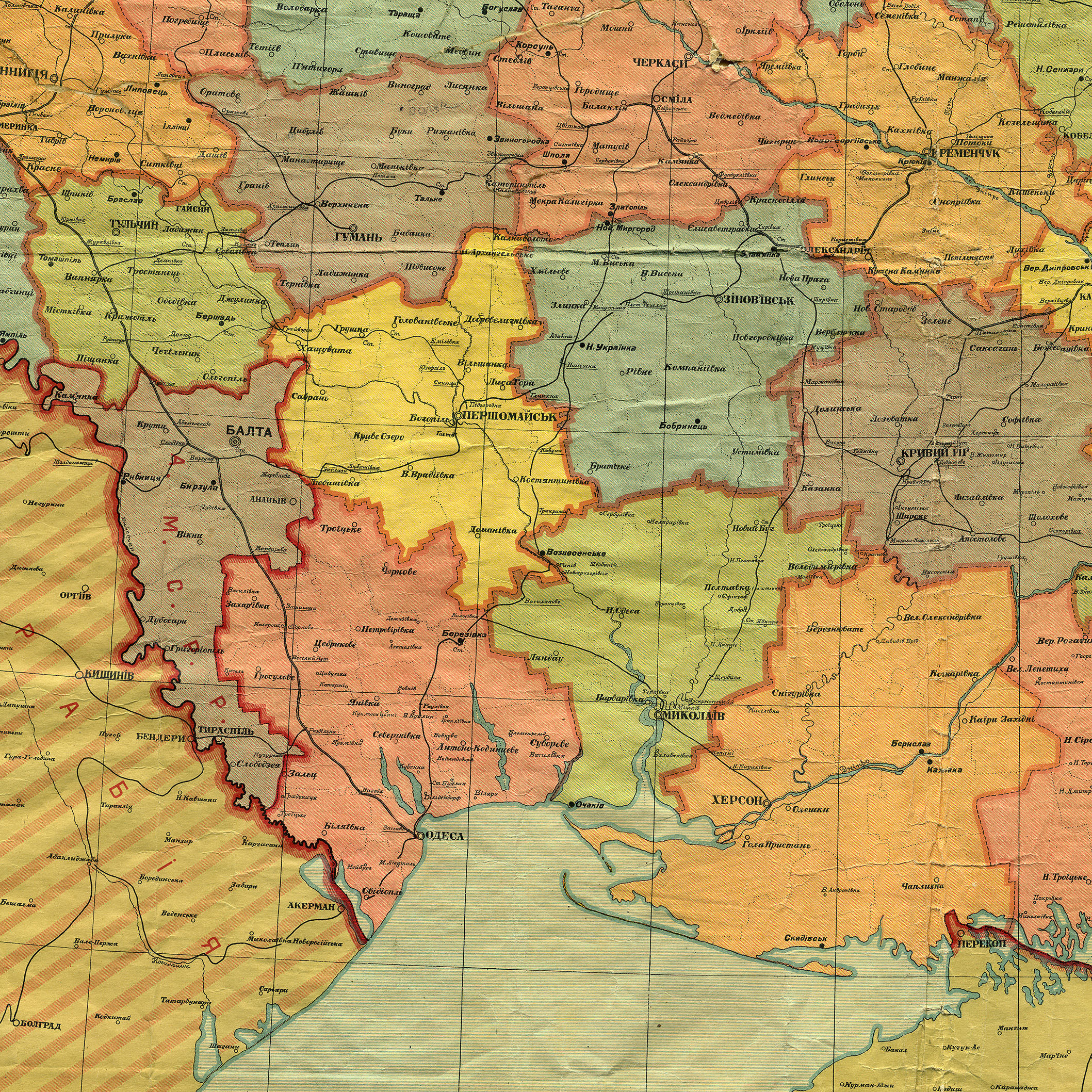
Територія колишньої Одеської губернії на карті Української СРР, адміністративні межі станом на 1 жовтня 1925
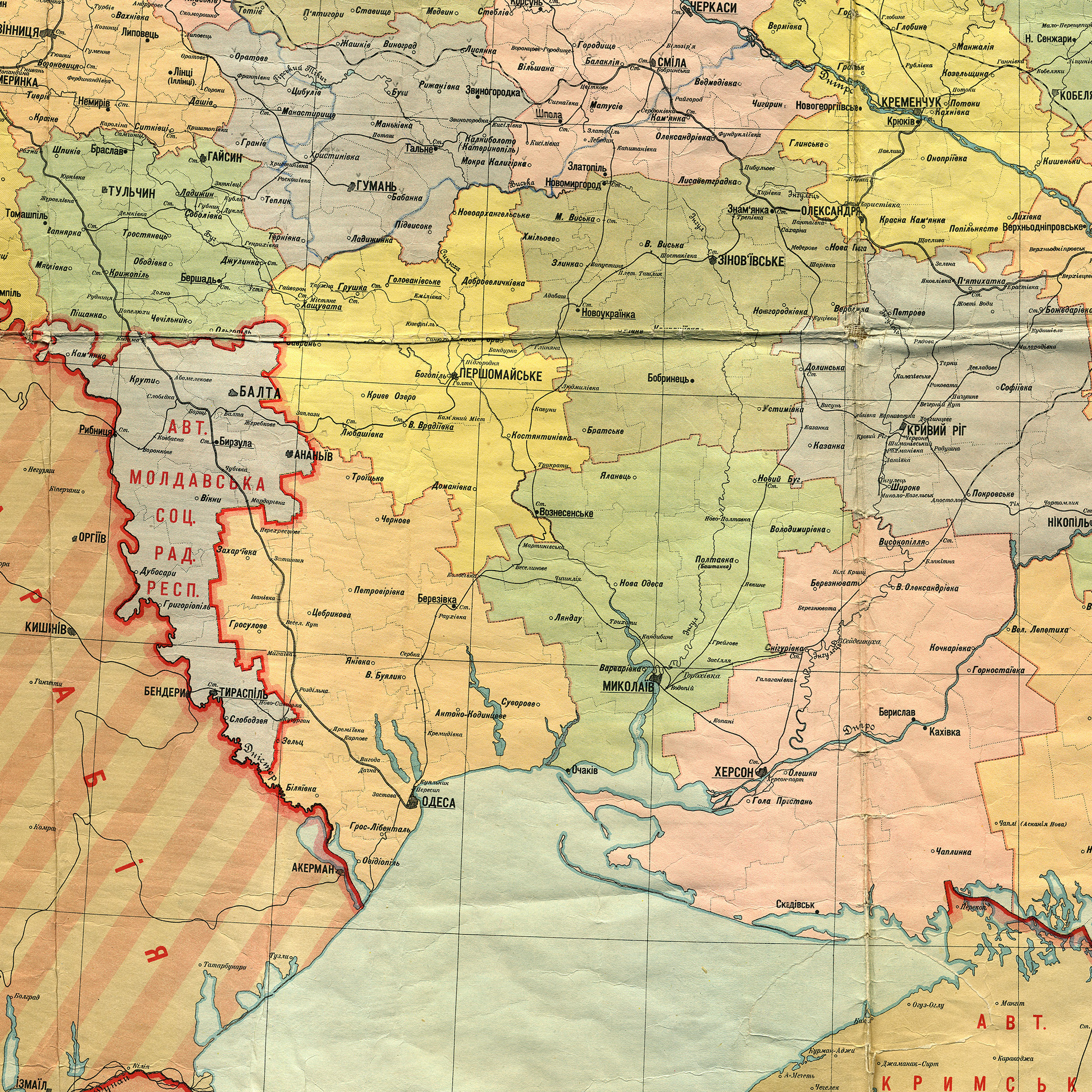
Територія колишньої Одеської губернії на карті Української СРР, адміністративні межі станом на 1 березня 1927
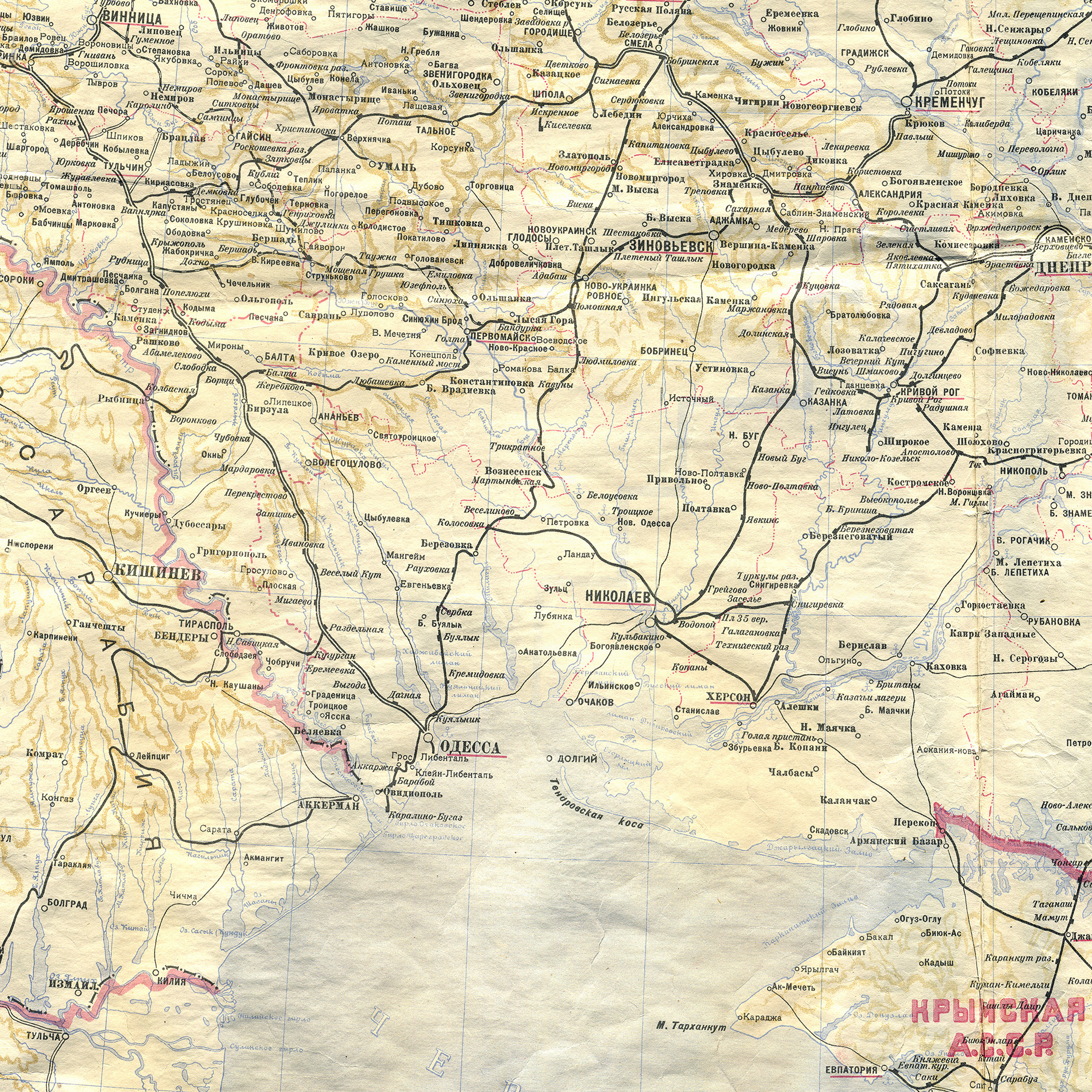
Територія колишньої Одеської губернії (з округами), адміністративні межі станом на 1 липня 1928
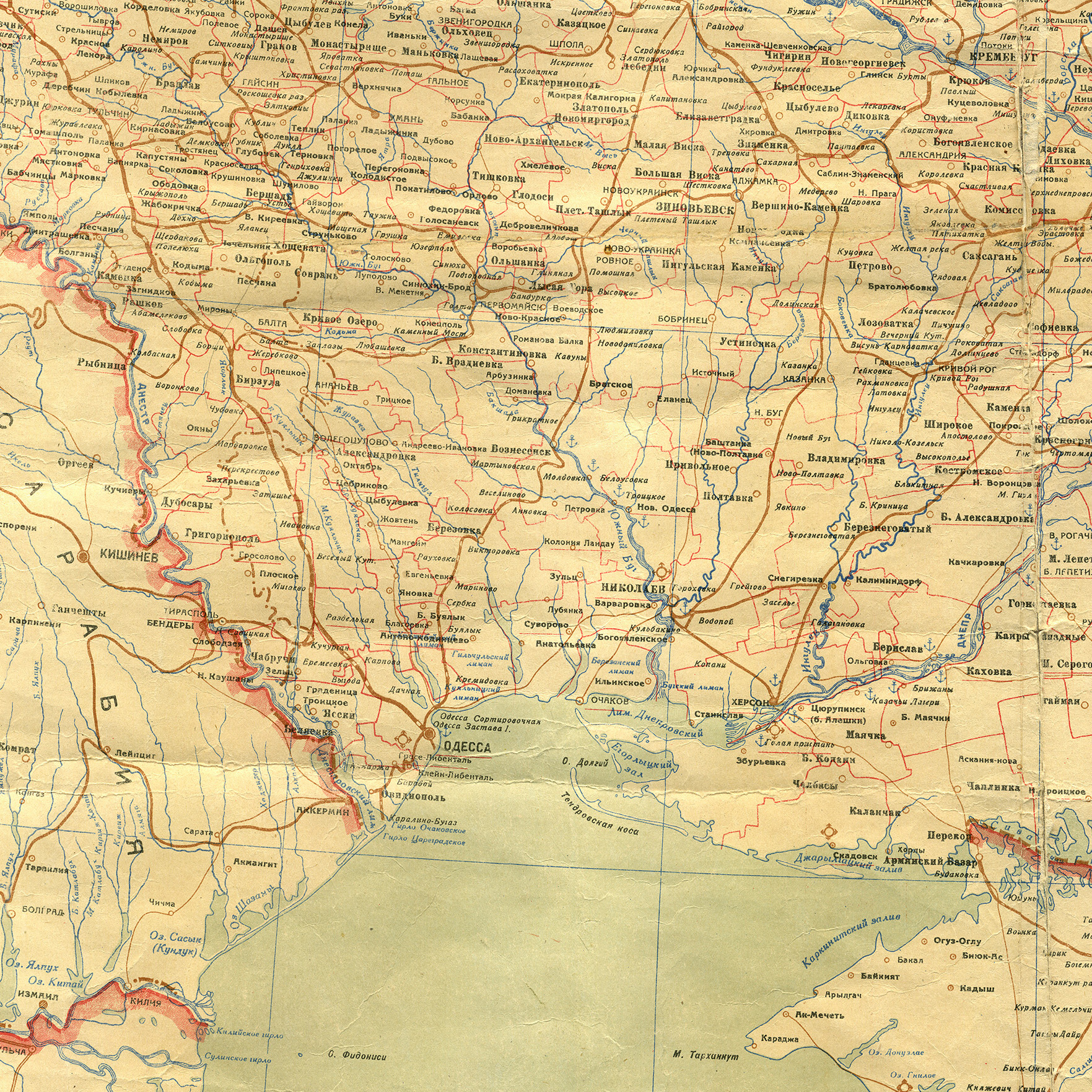
Територія майбутньої Одеської області, адміністративні межі станом на 1 січня 1932
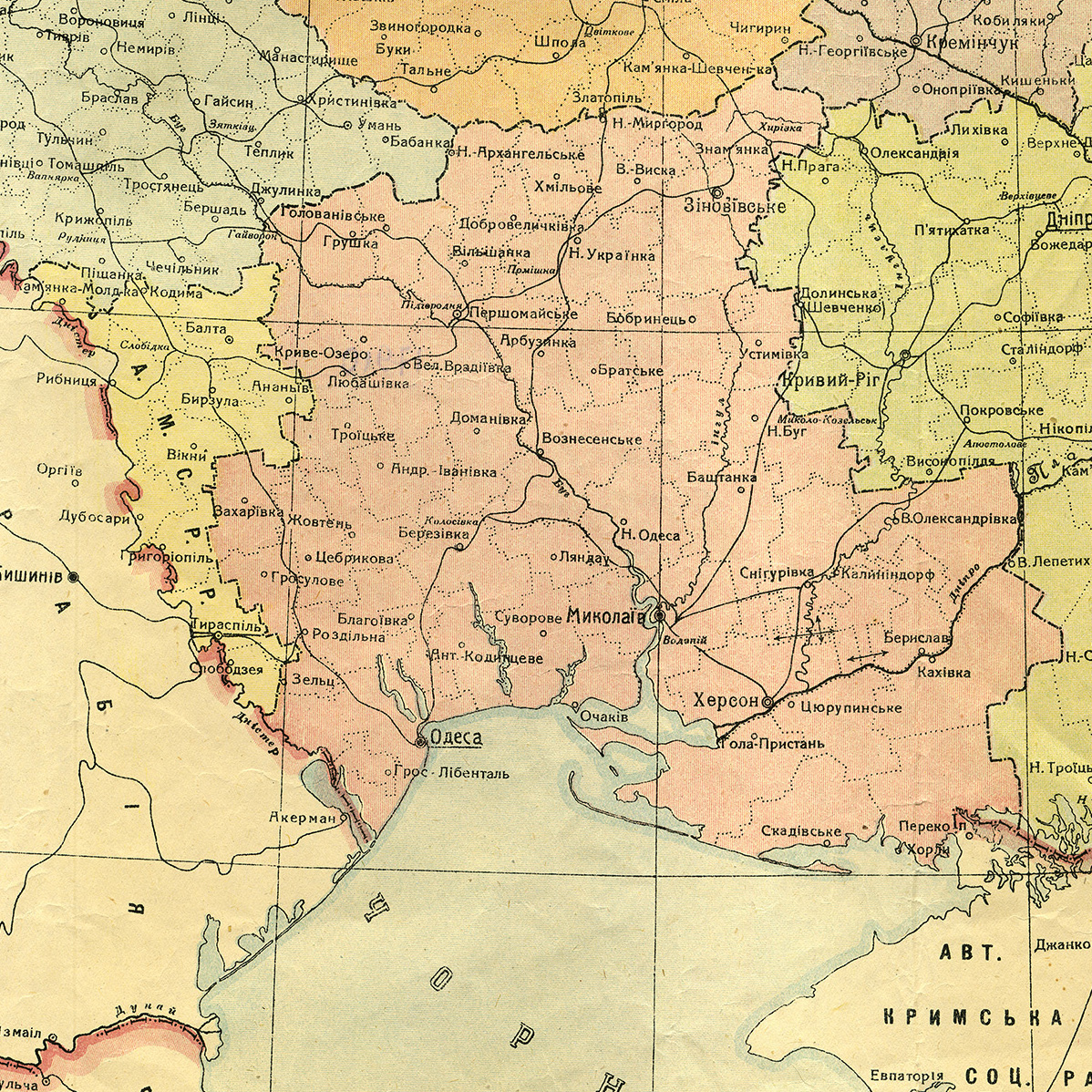
Карта Одеської області, адміністративні межі станом на 20 березня 1932
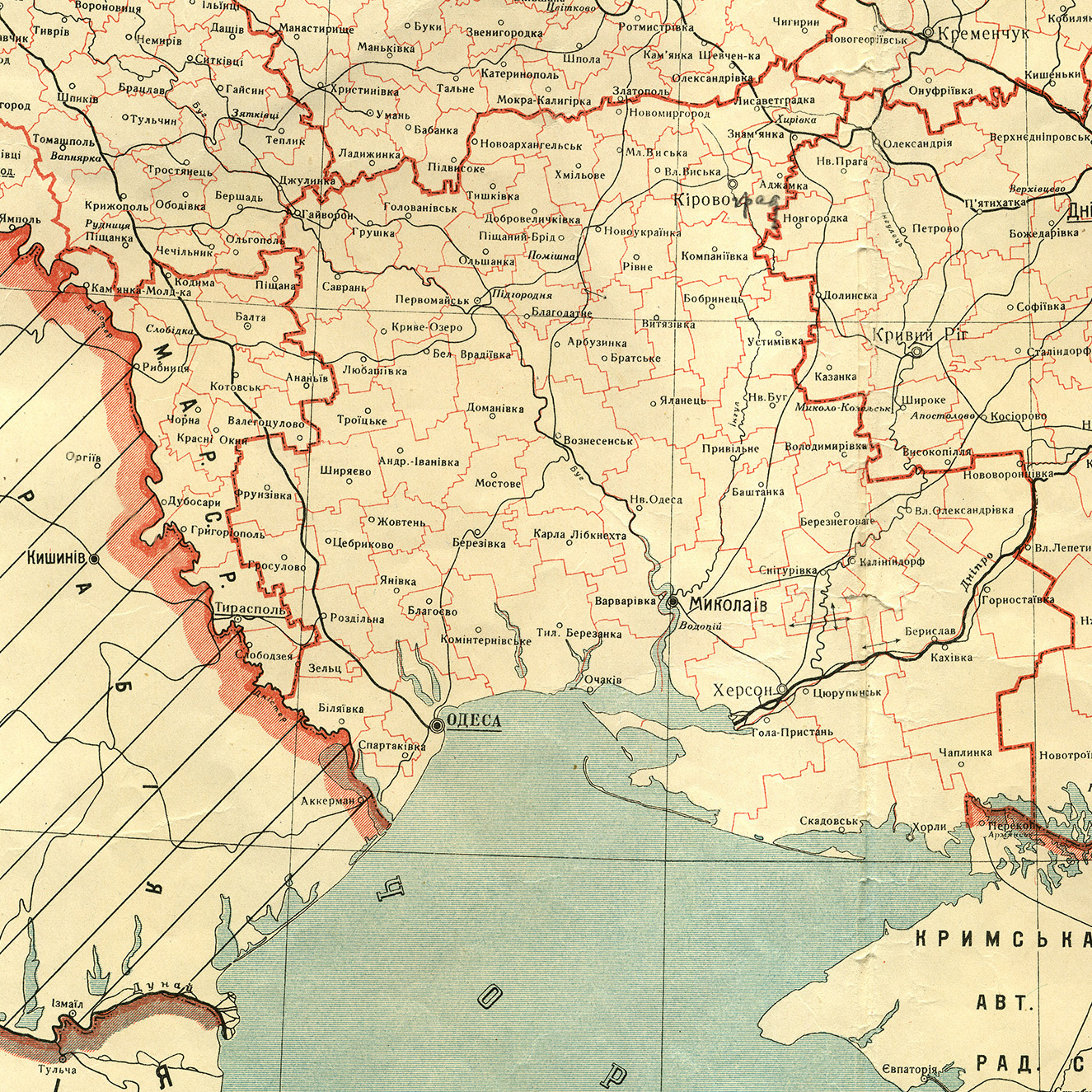
Карта Одеської області, адміністративні межі станом на 15 січня 1937
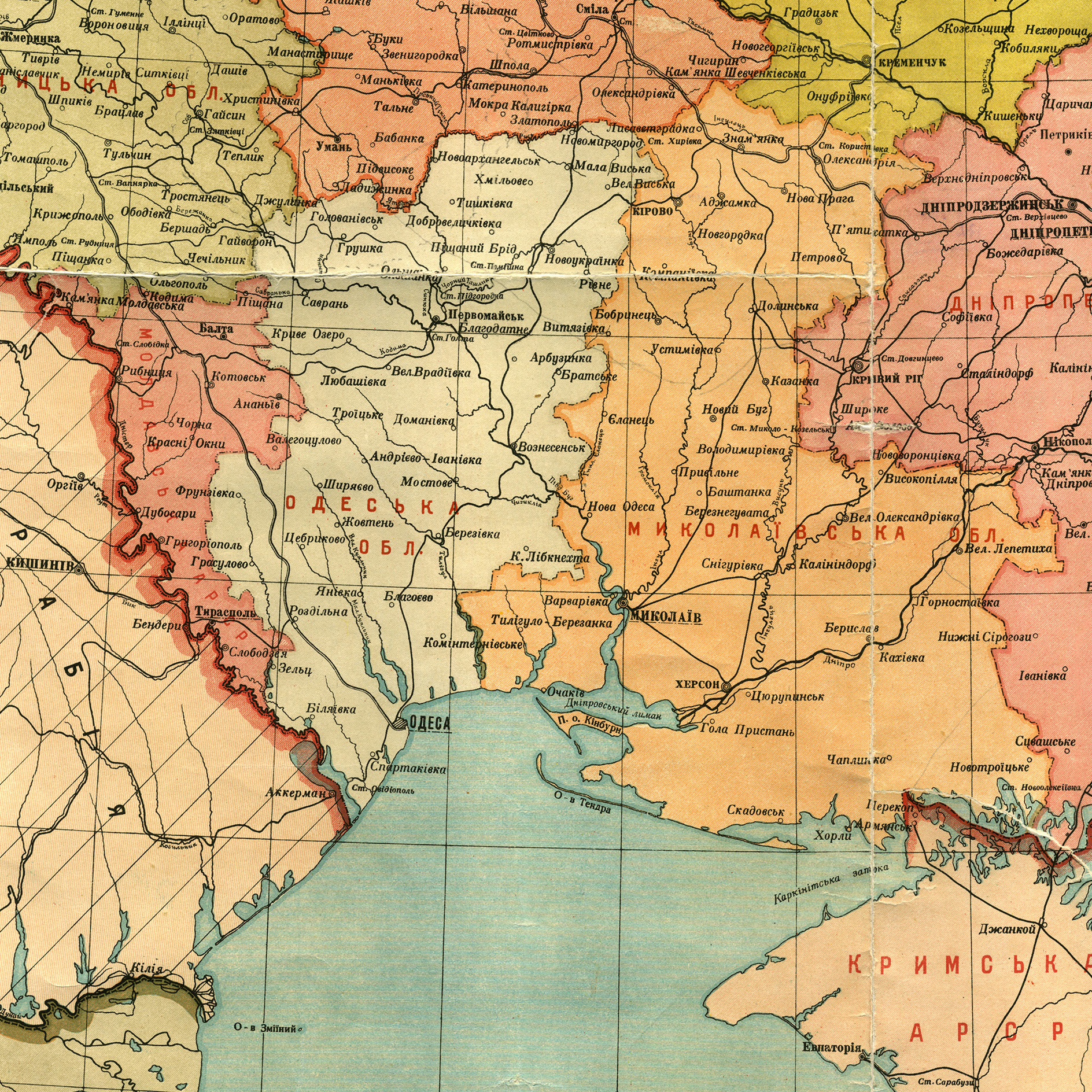
Карта Одеської області, 1938
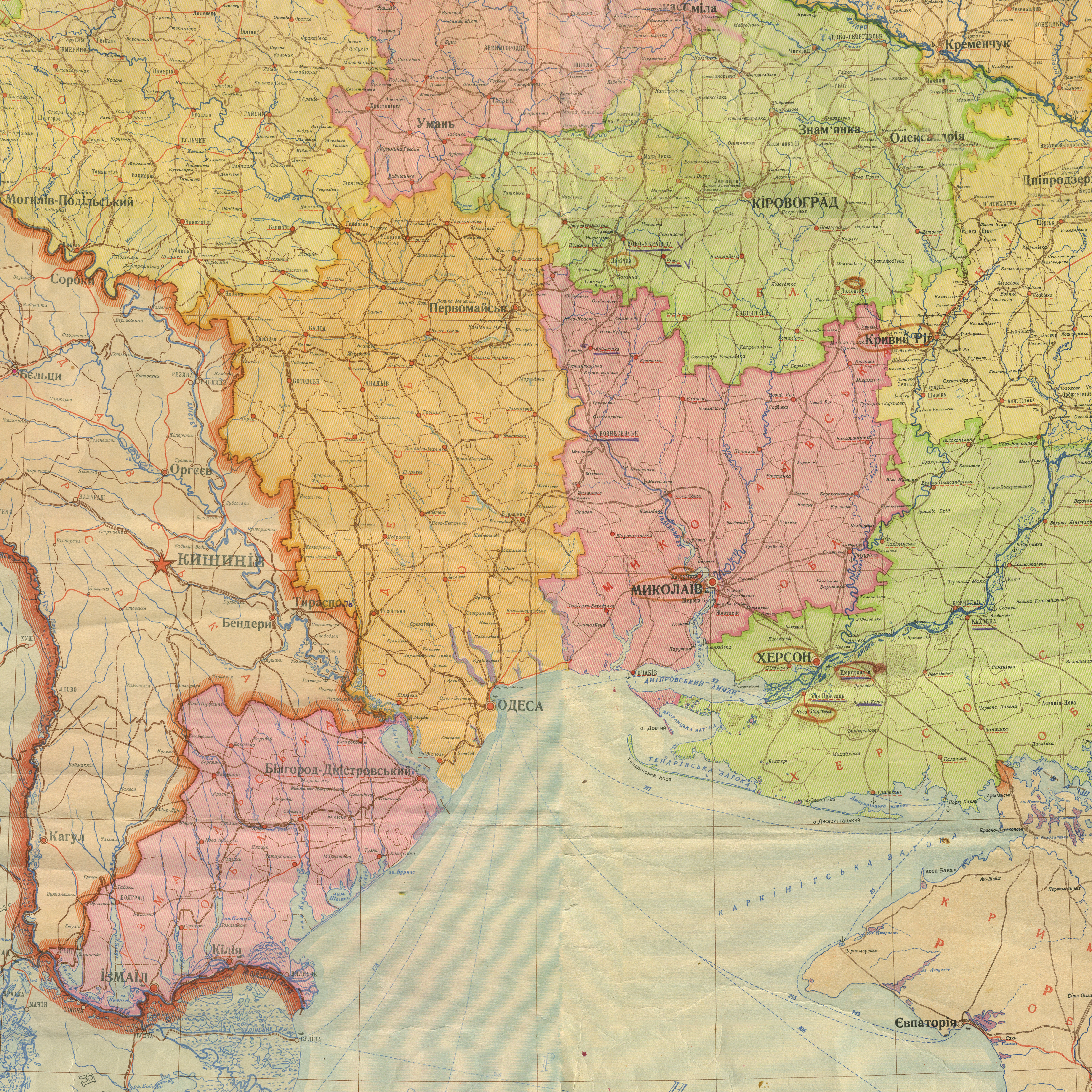
Карта Одеської області, адміністративні межі станом на 1 листопада 1947